# Recanati
Recanati est une commune italienne d'environ  21 070 habitants, située dans la province de Macerata, dans la région Marches, en Italie centrale.

## Géographie
Entre les vallées des eaux de la Potenza et du Musone, Recanati émerge sur la cime d'une colline dont la crête tortueuse et plane culmine à 293 mètres d'altitude.
Distante d'environ vingt kilomètres du chef-lieu de la province Macerata, à huit kilomètres de Loreto et un peu moins de quarante kilomètres d'Ancône.
De Recanati, à l'Est et par temps clair, sont visibles les côtes de la Dalmatie, par delà la mer Adriatique. En direction du Nord, l'on voit le mont Conero qui se perd dans les eaux et des autres versants de la colline, se montrent les cimes des Apennins : les cimes des monts Sibyllins avec son mont Vettore et plus haut les monts San Vicino, Strega et Catria.
Comme d’autres villes des Marches, Recanati est également la typique « cité balcon » pour l'ample panorama qui s'y déploie : villes, villages sont éparpillés en grand nombre dans l’ample étendue entre courtes plaines, longues vallées et belles collines.

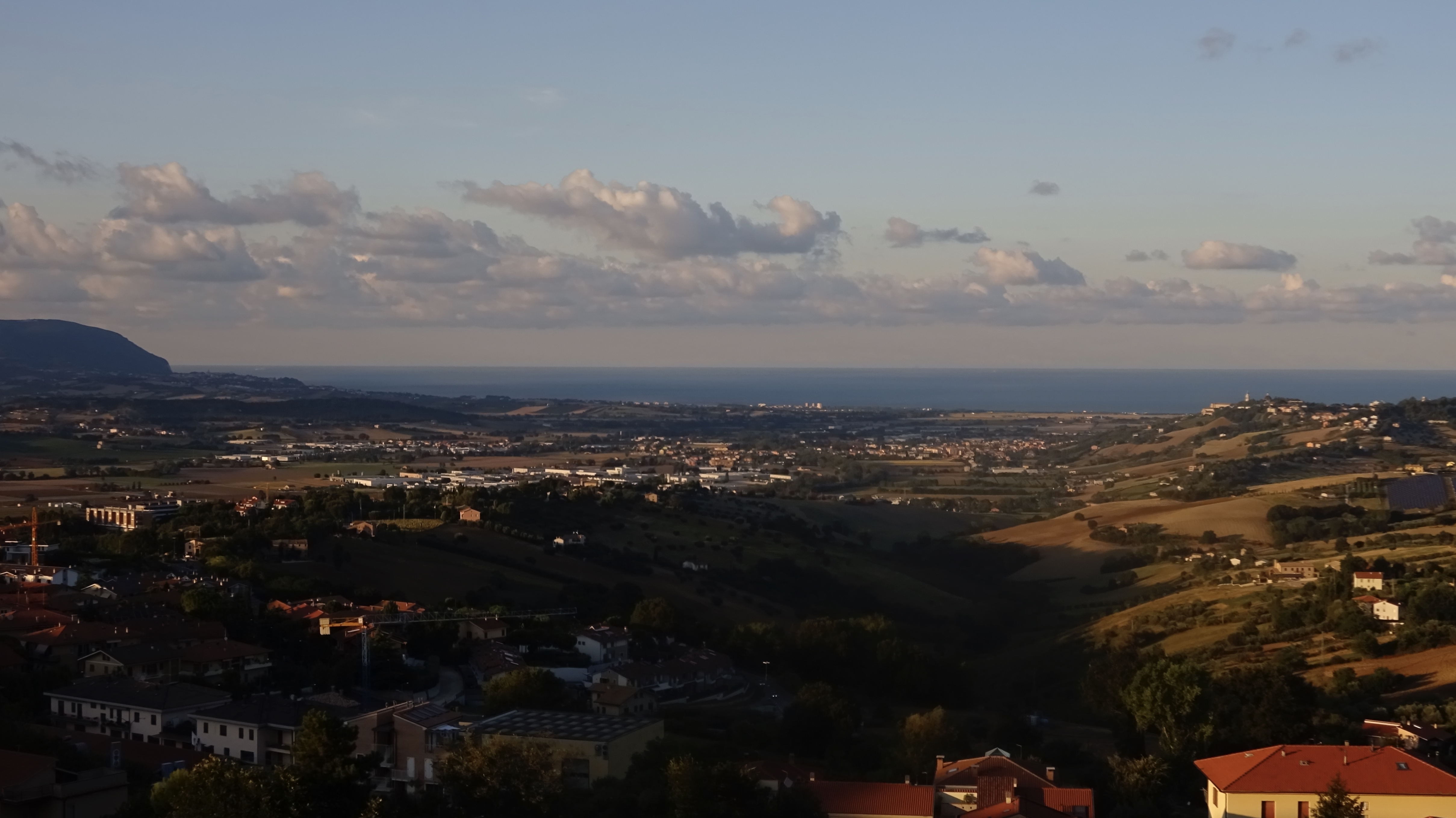
Vue Nord-Est sur le mont Conero.
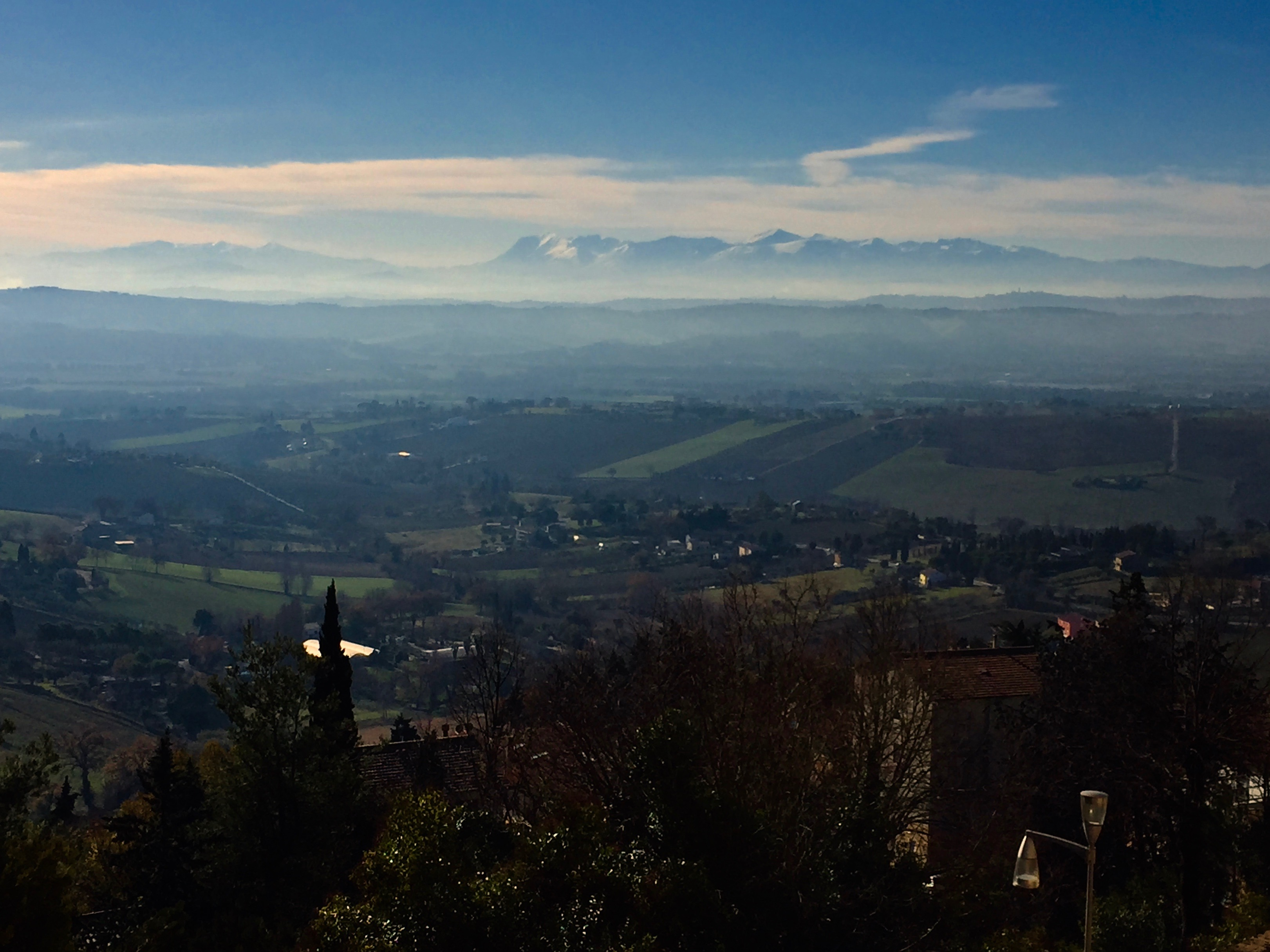
Vue Ouest sur les Apennins.
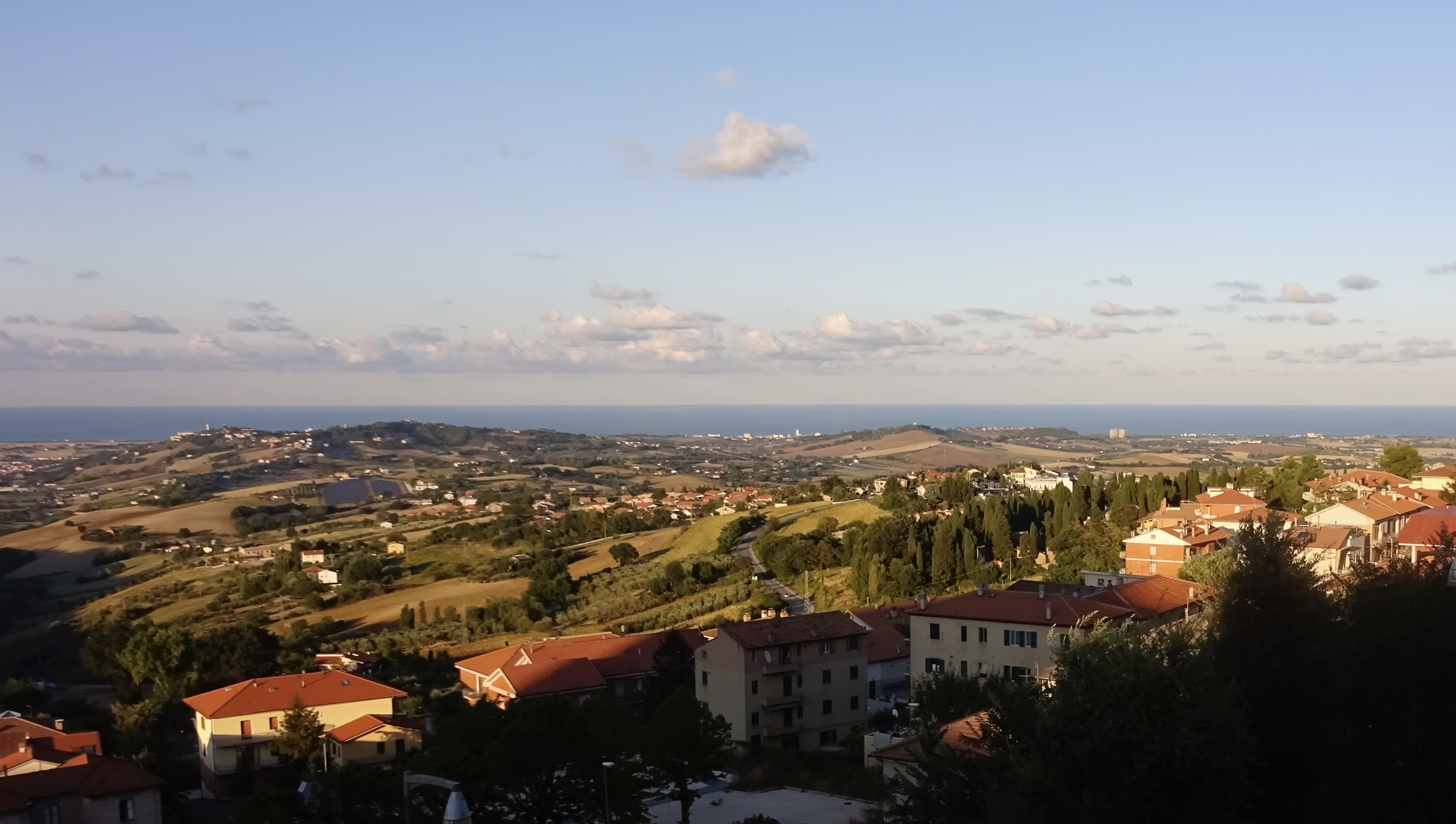
Vue à l'Est sur Lorette et le littoral depuis le palais Venieri.

## Histoire
À l’époque romaine, le long de la vallée de la Potenza, alors navigable, furent fondées deux villes d'importance : Potentia, en face de l'embouchure et Helvia Recina, vers l’intérieur.
En raison des invasions des Goths conduits par Radagaiso aux environs de  406 apr. J.-C., la population cherche refuge sur les collines. Recanati et Macerata doivent leur nom d'origine à l’antique cité : le nom Recanati, jadis Recinete puis Racanati, en latin Recinetum et Ricinetum, dérive du nom de la ville romaine d'Helvia Recina dont les vestiges sont visibles en contrebas de Macerata. 
Recanati s’est formée peu à peu par la réunion des habitats de la colline : le château de Mont Morello, le château de San Vito, celui du Mont Volpino et le bourg de Castelnuovo, bourg qui se nommait vraisemblablement Château des Ricinati.
Au XIIe siècle, le conflit entre l’Église et Frédéric Barberousse éclate, Recanati rejette le gouvernement des Comtes qui soutiennent l’Empereur et élit des consuls. La ville devint une Commune Libre. Elle fut administrée par les consuls jusqu’en 1203, puis adopta le système des Podestats.

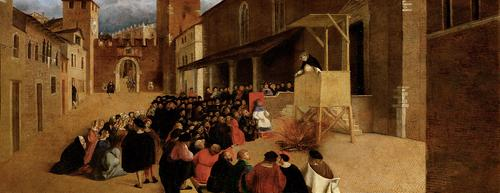
Prédication de saint Dominique à Recanati (aux environs de 1216), tableau réalisé en 1508 par Lorenzo Lotto, aujourd’hui conservé au Kunsthistorisches Museum de Vienne.

En 1228, Frédéric II de Souabe, favorisé par les gibelins, fit la guerre au Pape. Recanati, généralement fidèle à la Papauté, choisit de rester avec Frédéric II.
En 1229, Recanati obtient de l’empereur Frédéric II la propriété de tout le littoral, du Potenza à l’Aspio, avec la faculté de construire un port (Porto Recanati).
Bientôt cependant, les Récalcitrants revinrent du côté de la papauté. En 1239, après avoir ravivé le désaccord entre le Pape et l’Empereur, Recanati, unique ville des communes environnantes à être restée fidèle à la papauté, donna l’hospitalité à l’évêque d’Osimo Rinaldo, aux ducs guelfes et aux légats pontificaux, contraints à fuir les vexations des gibelins.
En 1240, le pape Grégoire IX retire à Osimo le titre de ville et siège épiscopal, la réduisant à la condition de Villa et en même temps déclare Cité le château de Recanati et le décore avec la cathédrale épiscopale de San Flaviano.
En 1294, marquant la fin des croisades, la Cité de Recanati  accueille, sur l’une de ses collines boisées qui forment son territoire, la sainte Maison de Lorette en provenance de terre sainte. Il s’agit alors de la relique la plus importante du monde chrétien, en l’occurrence, la Maison de la Vierge Marie où le Verbe s’est fait Chair, et où Jésus a été engendré par l’Esprit saint. Le sanctuaire deviendra la Ville autonome de Lorette, lieu de pèlerinage le plus important d’Occident durant près de trois siècles.
Monaldo Leopardi, père de Giacomo Leopardi, écrit dans ses annales : « Le XIVe siècle se dressait aussi trouble et menaçant que le siècle précédent, et dans de nombreuses communes de la Marche, on voyait des préludes à des nouveautés et des appareils de guerre. Ces signes apparaissaient principalement à Ancône, Fermo, Jesi, Camerino, Cagli, Fano, Osimo et Recanati. Parmi ces Villes, il n’y avait pas les discordes qui conduisaient habituellement aux affrontements, aux guerres et aux longs sièges. C’est pourquoi, en 1301, le recteur de la Marca Piero Caetani fit publier une constitution qui "ordonnait de ne pas faire de sédition, d’armée, de chevauchée et de véritables sanctions ».
Pourtant, dans les années à venir, les affrontements furent nombreux et sanglants. Les années 1311 à 1315 furent parmi les plus lugubres de l’histoire de Recanati. Les factions guelfes et gibelines brûlaient de plus en plus de feu dans la ville. Recanati, historiquement liée aux guelfes, avait, dans l’évêque Federico et dans sa famille, un fort soutien du parti guelfe, suscitant jalousie et amertume chez l’autre parti. Ainsi, en 1312, des nobles gibelins, soutenus par le podestat, les magistrats et de nombreux conseillers, attaquèrent les biens de l’évêque et les pillèrent. La Curie générale cita à comparaître la Commune et les personnes impliquées, les condamnant au paiement de mille lires de Ravenne, provoquant ainsi de nouveaux troubles. La ville tomba aux mains des gibelins et y resta pendant deux ans, résistant aux divers sièges, jusqu’à ce que Jean XXII envoyât un avertissement d’Avignon ; le recteur de la Marche, Amelio di Lautrec, envoya son cousin Ponzio Arnaldo avec d’importantes forces, forçant les gibelins à se rendre. Tout semblait pacifié quand éclata une conjuration : dans la nuit furent introduits des hommes armés d’Osimo, commandés par Lippaccio et Andrea Guzzolini. Vaincu par le marquis, ils massacrèrent d’abord son armée, puis massacrèrent les chefs guelfes et leurs familles, sans épargner les femmes et les enfants. L’évêque et le clergé furent chassés et tous ceux qui étaient fidèles au Pape furent emprisonnés.

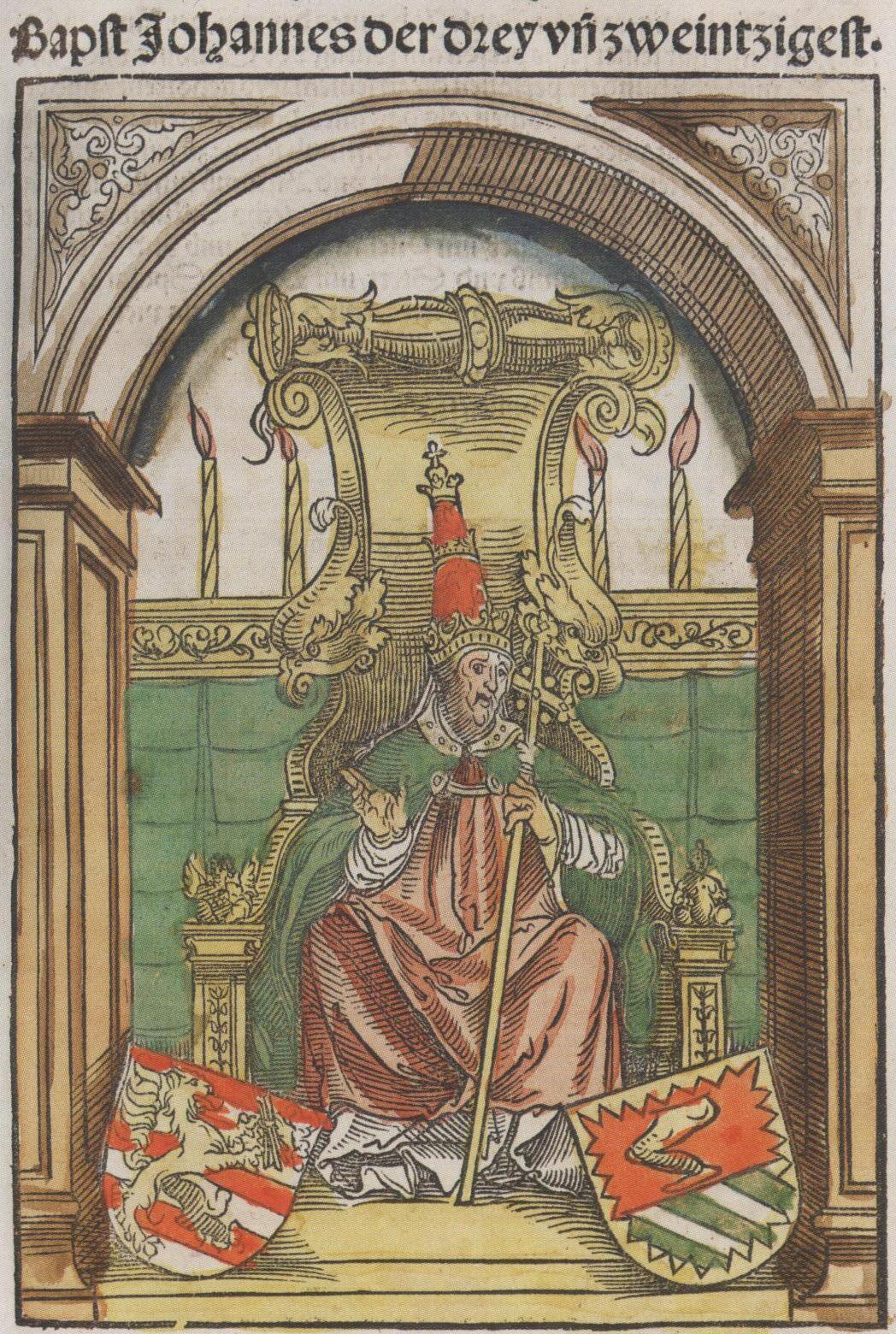
Jean XXIII (Antipape)

Le 2 février 1316, Stefano Colonna, chef de la Ligue des Amis, fondée en 1308 par les gibelins de la Romagne et du Piceno, obtient le pardon de Jean XXII pour avoir tenté de conquérir la ville. Cependant, dans les mois qui suivent, les Gibelins affrontent à nouveau les Guelfes. Jean XXII leur demanda donc de se soumettre au pouvoir pontifical mais ils n’acceptèrent pas. C’est ainsi que le pape, après avoir envoyé des soldats qui furent battus, excommunia les podestats et transféra le siège épiscopal à Macerata.
Le 8 décembre 1321, Jean XXII lança une croisade contre les rebelles gibelins, accordant à ceux qui y participaient les mêmes indulgences qu’aux pèlerins en Terre Sainte. Beaucoup s’accordèrent à l’invitation du pape, spécialement de la Toscane, et on vint construire une forte armée. Au début de 1322, sous le commandement de Fulcieri da Calboli, l’armée guelfe assiège Recanati et ravage son territoire. Les gibelins attendaient les aides promises par Frédéric de Montefeltro mais, à la nouvelle de sa mort, ils s’enfuirent de la ville qui se rendit au marquis Amélio de Lautrec. Quelques jours plus tard, les chefs gibelins se mirent également en fuite. La ville libérée des gibelins, les chefs de la partie guelfe envoyèrent des ambassadeurs à Macerata pour faire acte de soumission à Amelio de Lautrec et consigner les clés de la Ville de Recanati.
Le 15 mai 1322, les Guelfes firent leur entrée pacifique à Macerata, mais Amélio, pour venger le meurtre de son petit-fils et de ses compagnons dans le précédent affrontement, ordonna l’incendie et la dévastation de la ville et détruisit les fortifications, les maisons des chefs gibelins et le Palais des Prieurs. Malgré la gravité des dégâts, Recanati resta l’une des communes les plus importantes de la province. En 1324 se termine la guerre entre Amelio et Recanati, ce fut une période de concorde pour réparer les dommages subis. Le 29 juin 1326, les gibelins conduits par les nobles de la ville attaquent le palais de la Commune en tentant de tuer le Podestat et de faire se soulever le peuple. Mais le plan échoua et les organisateurs de la révolte furent arrêtés et pendus.
Au cours des années suivantes, les Recanatais restent fidèles au pape Jean XXII et à l’évêque Francesco de' Silvestri di Cingoli, qui a la charge de pacifier la région et de pardonner les rebelles. En échange de l’absolution, l’évêque Francesco de' Silvestri impose une amende de trois mille florins et la remise de douze otages par mois.
Le Siège Épiscopal ne fut rendu à la Ville de Recanati qu’en 1354.
En 1393, Boniface IX accorde à la ville la faculté de battre monnaie en cuivre, argent et or, valable dans tout l’État.

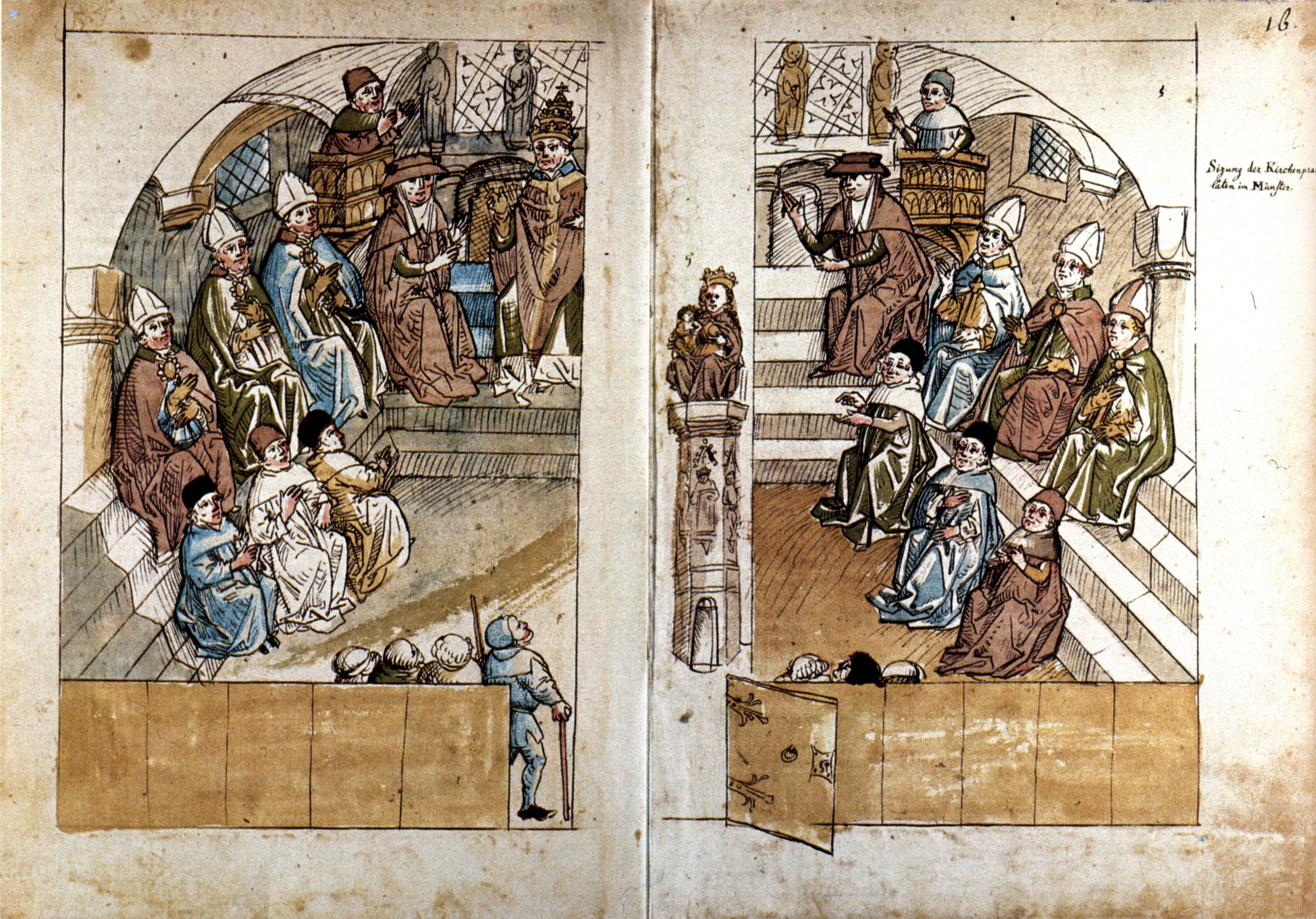
Le Pape Grégoire XII au concile de Constance

Le 13 septembre 1405, le Conseil municipal approuvait la collecte ordonnée des Constitutions, Statuts et Ordonnances de la Ville de Recanati divisée en quatre livres imprimés sous le titre : Droits municipaux, ou Statuts de l’illustre Ville de Recanati. Ces statuts furent demandés par la Ville de Florence comme modèle pour la constitution de son propre corps juridique. La République de Recanati reçoit le titre de Justissima Civitas des Prieurs de la Commune de Florence.

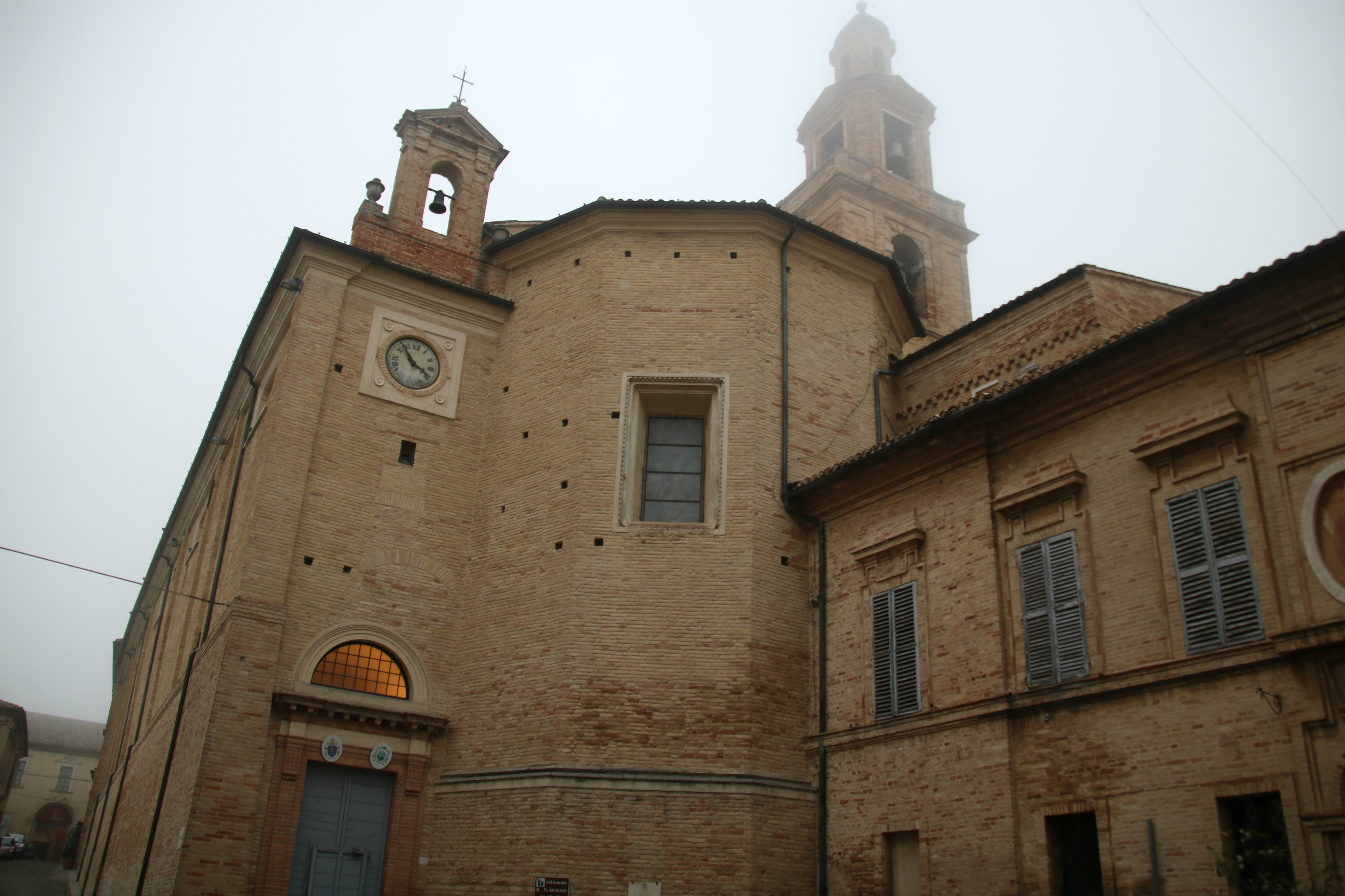
Cathédrale San Flaviano

En 1415, durant le Concile de Constance, le Pape Grégoire XII quitta le pontificat, pour permettre la conclusion du schisme d’Occident. Le siège papal fut alors réputé vacant, et c'est le concile qui dirigea l'église depuis Constance. Grégoire XII vient vivre à Recanati comme légat et vicaire perpétuel pour la Marche où il meurt en octobre 1417. Il fut enterré dans la Cathédrale de San Flaviano, où reposent encore aujourd’hui ses cendres. C’est le dernier pape à ne pas être enterré à Rome, et l’avant-dernier pape démissionnaire après Benoît XVI.
En 1422, le Pape Martin V ordonna que dans la célèbre foire annuelle qui se déroulait à Recanati, les marchands, les marchandises et les concurrents aient un accès libre et sûr. Cela renforça considérablement la foire qui contribua de manière sensible au développement économique de la ville, permettant de tisser des relations diplomatiques avec les principaux centres italiens et européens. Pendant deux siècles, Recanati joua un rôle important dans les échanges commerciaux de l’Adriatique ; au fil des années, des hommes de lettres y arrivèrent, comme l’humaniste Antonio Bonfini, le juriste Antonio da Cannara, et des célèbres peintres, comme Lorenzo Lotto, Le Guerchin, Le Caravage, Sansovino, Luigi Vanvitelli.
Dans ce climat, au milieu du XVIe siècle, une famille de sculpteurs, les Lombardi (Aurelio, Ludovico et Girolamo Lombardi), arrive de Ferrare et de Venise pour travailler à Loreto et ouvre sa propre fonderie à Recanati derrière l’église San Vito. Avec le temps, Recanati devint un important centre de fonderies. D’autres s’y ajoutèrent : Tiburzio Vergelli, Antonio Calcagni (père de Michelangelo Calcagni, sculpteur), Sebastiano Sebastiani, Tarquinio et Pier Paolo Jacometti, Giovan Battista Vitali. C’est l’école sculpturale qui a donné le coup d’envoi à la tradition des orfèvres et des argentiers qui ont depuis travaillé sur le territoire dans les siècles suivants.
Le 21 mars 1456, la Sainte Vierge apparut miraculeusement à une jeune albanaise nommée Hélène. Slaves et Albanais étaient présents en grand nombre dans les campagnes des Marches, réfugiés ici pour échapper aux pillards turcs dans les côtes dalmates. Au point de l’apparition fut construite peu après la petite église de Santa Maria delle Grazie. 
En 1586, le pape Sixte V éleva au rang de ville le château de Lorette, construit autour de la sainte Maison, jusqu’alors territoire sous la juridiction de Recanati. Tout au long du XVIIIe siècle, Recanati dut supporter des charges et des désagréments pour fournir des fourrages et des vivres aux Autrichiens, puis aux Espagnols et aux Français ; cela dura dure jusqu’au traité d’Aix-la-Chapelle en 1748.
En 1798, la ville subit l’occupation française par les troupes napoléoniennes. La participation aux mouvements du Risorgimento de 1831 coûta la vie à l’hôte patriote de la liberté Vito Fedeli, enfermé dans une prison pontificale. En 1848, Giuseppe Garibaldi transita par la ville de Giacomo Leopardi pour secourir Rome, la capitale de la République romaine, à laquelle Recanati appartenait.
En 1861, l’annexion des états pontificaux au royaume d’Italie, à la suite de la bataille de Castelfidardo, intègre l’histoire de la Commune de Recanati à l’histoire de l’Italie d’aujourd’hui. En 1893, un tronçon de littoral est séparé du territoire communal pour constituer la nouvelle commune de Porto Recanati.

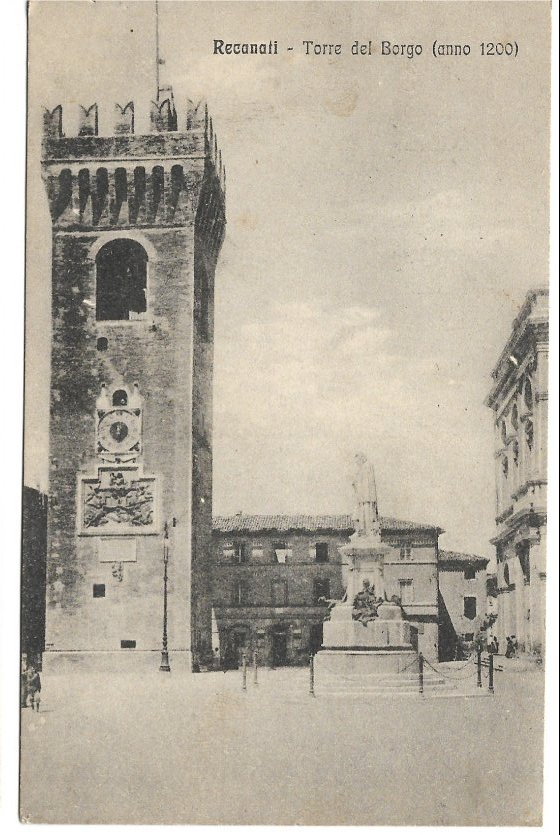
La Torre del Borgo, Recanati, 1916.
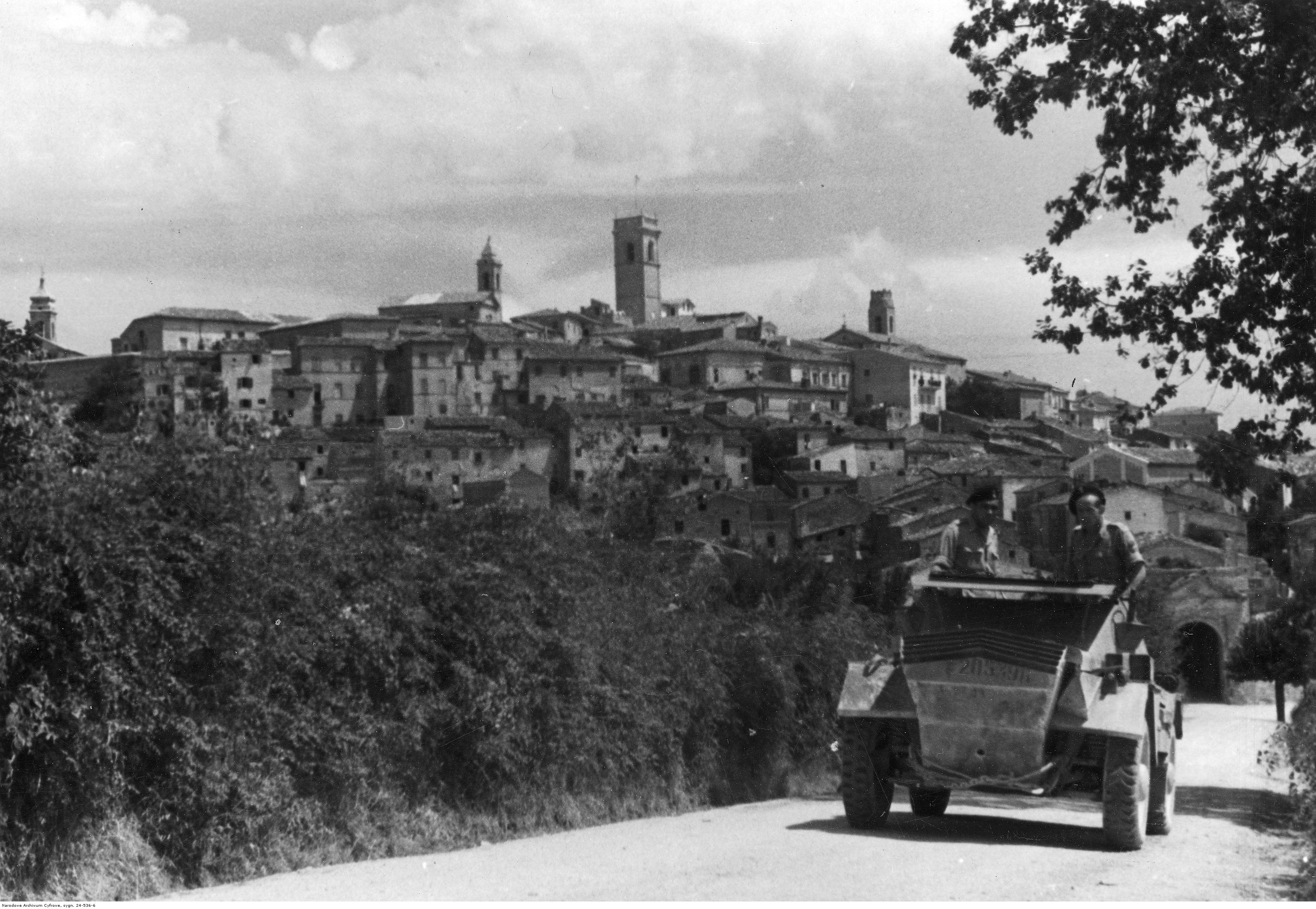
Recanati en 1945

En 1937, est créé le Centre National d’Études Léopardiennes, dont le siège avait été conçu par Guglielmo De Angelis d’Ossat.
En 1968, Giacomo Brodolini, élu dans les rangs du PSI, est nommé ministre du Travail et de la Sécurité sociale dans le second gouvernement de Mariano Rumor (1968-1969). En tant que ministre, il a introduit des réformes fondamentales dans le monde du travail : le dépassement des cages salariales, la restructuration du système de sécurité sociale et l’élaboration du statut des travailleurs ne sont que quelques-unes des initiatives dont il a été le promoteur.

## Économe
L’entreprise IGuzzini, productrice de luminaires pour intérieurs et extérieurs, l’entreprise Clementoni, productrice de jouets éducatifs et l’usine F.lli guzzini qui produit des moules en plastique.

## Culture

### Évènements, prix et festival

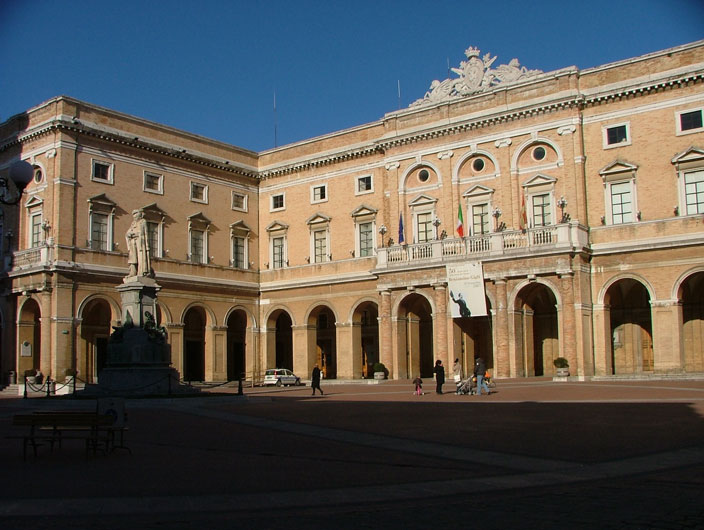
Palais Communal sur la Place Leopardi

- En 1990, naît le prix Ville de Recanati, qui prendra ensuite le nom de Musicultura. Le Festival s’impose comme l’une des plus importantes manifestations nationales de musique d’auteur. En 2005, le festival s’installe au Sferisterio de Macerata.
- En 2008, naît à l’Artika Festival qui propose des expositions d’art contemporain, des performances et des concerts.
- L'Electronic Music Festival Recanati (EMF Recanati): évènement culturel de musique électronique qui se déroule place G. Leopardi.

### Monuments et Patrimoine
- Le Palais communal et l’Aula Magna
- Musée civique, Villa Colloredo-Mels conservant des œuvres emblématiques de l'Art de Lorenzo Lotto.
- Maison natale et la bibliothèque de Giacomo Leopardi
- Statue de Giacomo Leopardi
- Le Col de l’infini, sommet du Mont Tabor, célébré dans la poésie de Giacomo Leopardi.
- Tour du passereau solitaire, citée dans la poésie de Giacomo Leopardi.
- Le Théâtre Persiani, le Musée et les jardins Beniamino Gigli
- Le Buste de Beniamino Gigli
- Villa Gigli (entre Loreto et Recanati)
- Tour civique
- Tour de l'Aqueduc
- Cathédrale de Recanati (XIVe siècle)
- Église saint François
- Église et cloître saint Augustin (XIIIe siècle)
- Église Sainte Marie de Montemorello (XIIIe siècle)
- Église et le cloître saint Augustin
- Le Palais Venieri avec sa vue sur Lorette, l'Adriatique et le Monte Conero
- Le Palais Antici-Mattei
- Le palais Carancini
- Le Palais Roberti
- Le Palais Mazzagalli
- Le Palais Masucci della Stella
- Les Portes Marine et saint Philippe
- Les Vieilles écuries
- Le Château de Montefiore (XIIIe et XVe siècles)

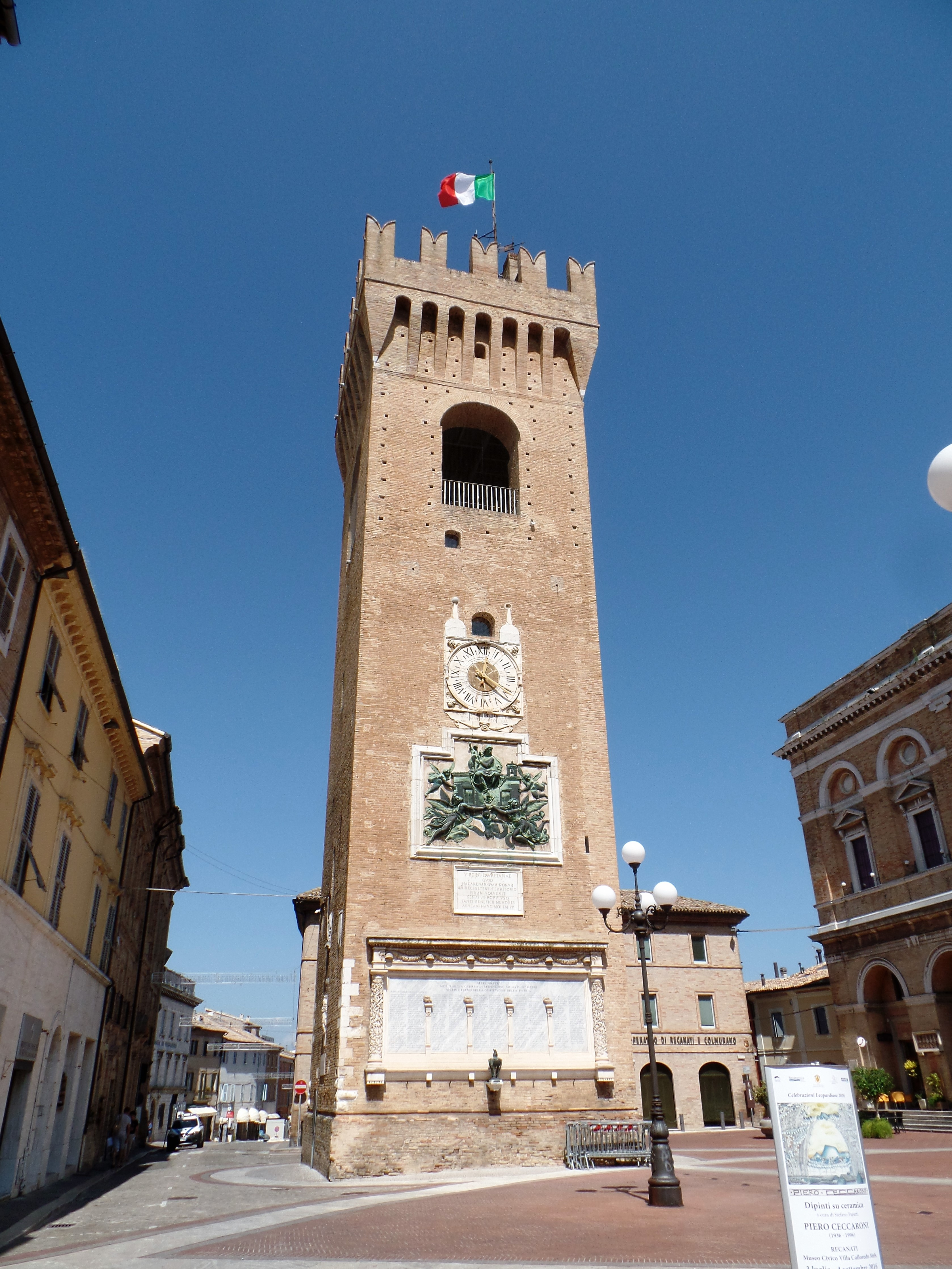
Tour civique de la Place Leopardi.
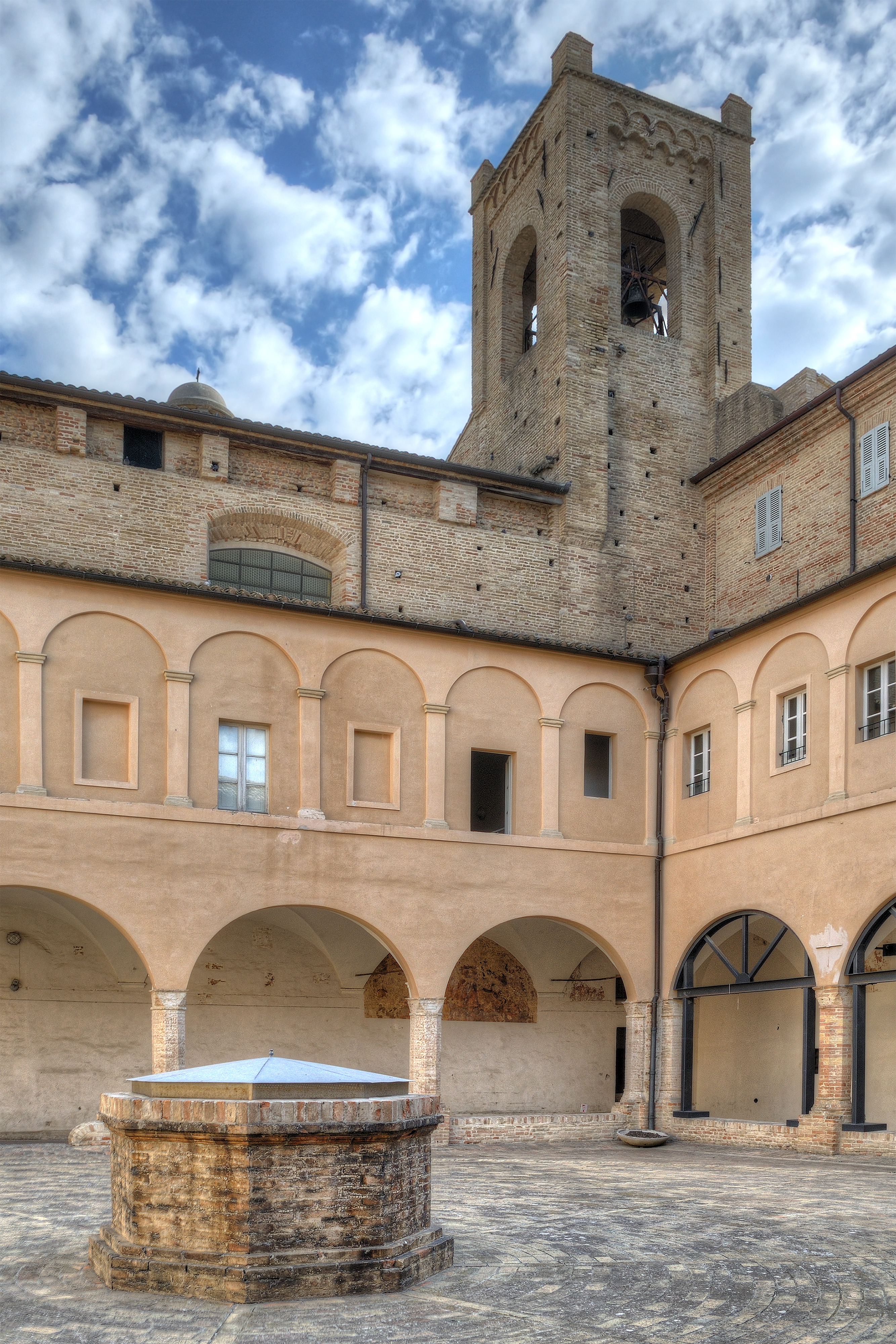
Torre del Passero Solitario chanté par Giacomo Leopardi et le cloître sant'Agostino.
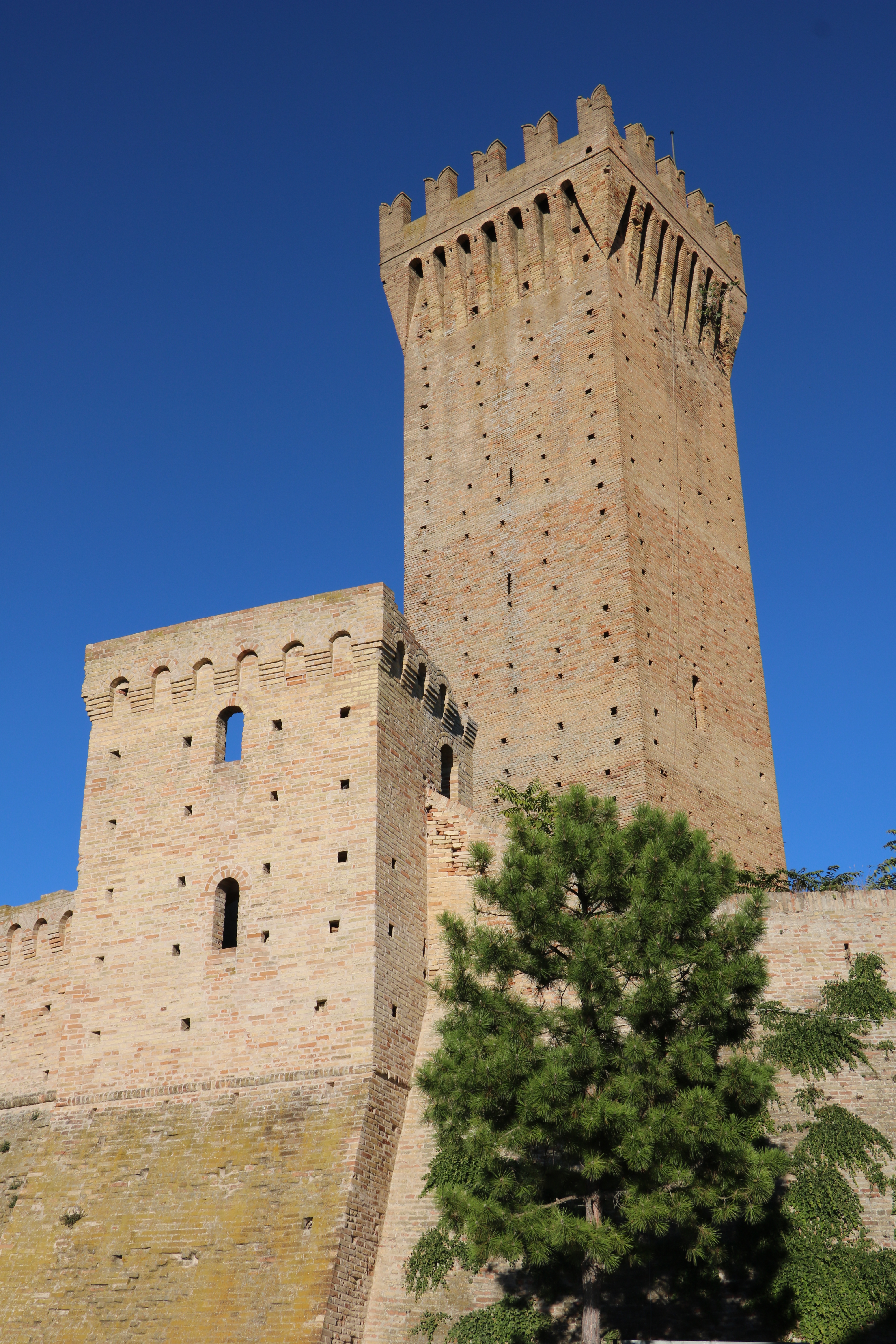
Château de Montefiore.
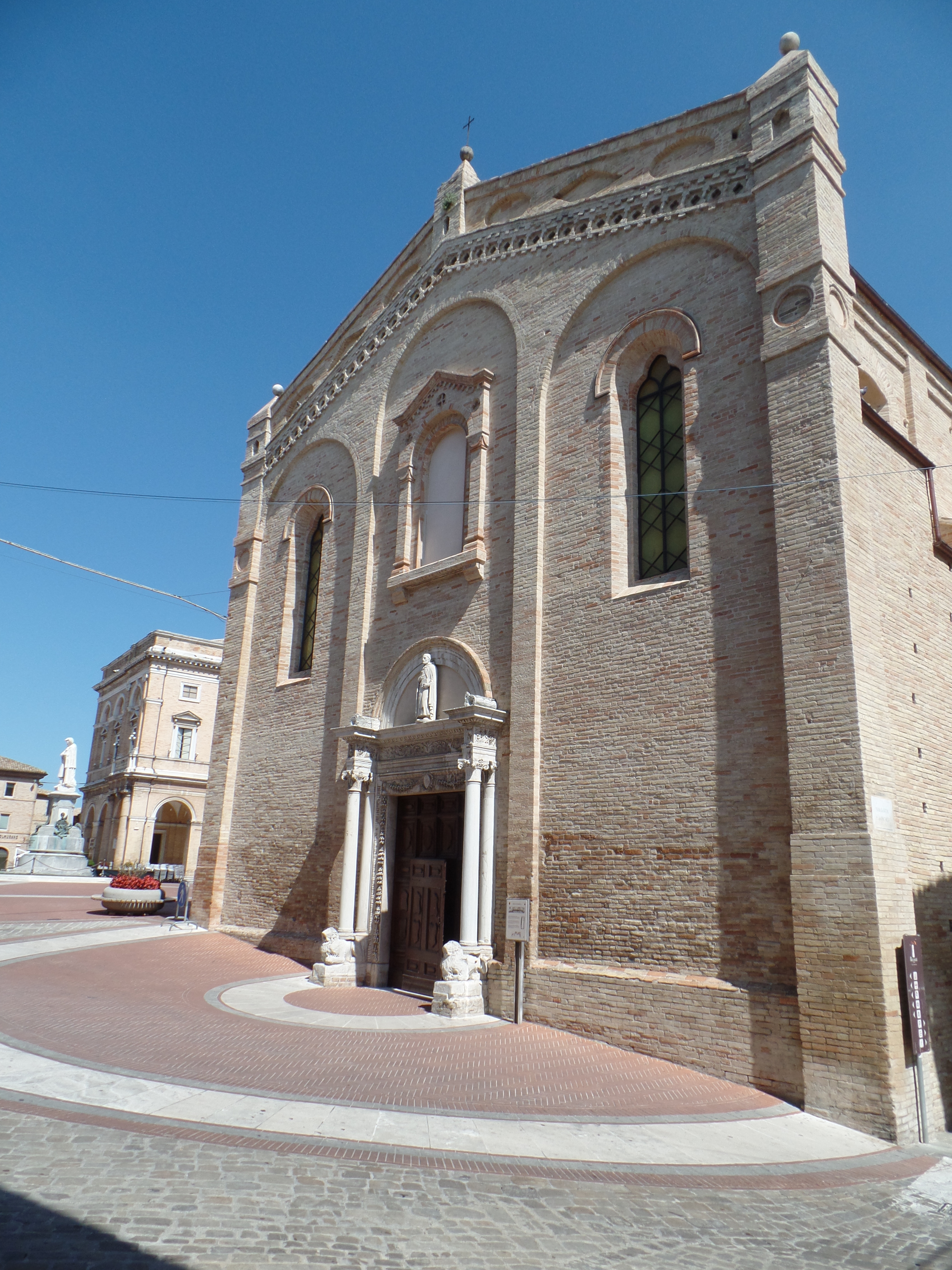
Église San Domenico.

### Musées

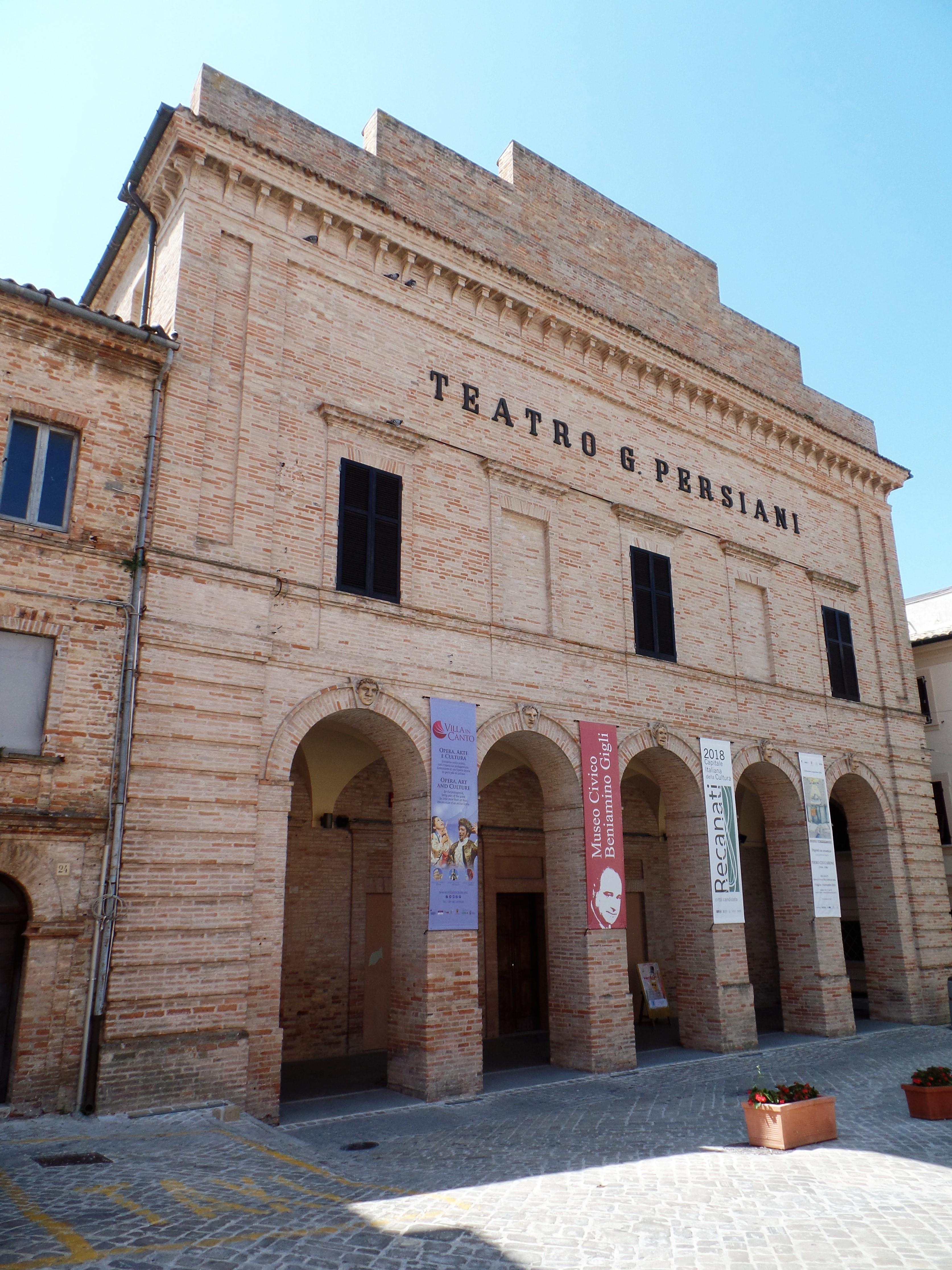
Théâtre Persiani

- Le Musée civique Villa Colloredo Mels : de plan médiéval, l’édifice prit la physionomie d'un Palais vers la fin du XVIe siècle, devenant l’objet de transformations continues dans les siècles suivants jusqu’à obtenir l’aspect actuel à l’époque néoclassique. L’inauguration a eu lieu en été 1998 après le transfert de la Pinacothèque du Palais Communal. Il est divisé en quatre sections : la section archéologique du néolithique à l’âge du fer ; la section médiévale qui documente la vie de la ville dans la période de la plus grande splendeur et comprend, entre autres, des œuvres de Ludovico di Magno da Siena de la fin du XIVe siècle, Pietro di Domenico da Montepulciano (att. XVe siècle) et Vincenzo Pagani (1490-1568) ; la section Renaissance qui regroupe quatre des œuvres les plus significatives de Lorenzo Lotto (1480 - 1556) : l’Annonciation de Recanati, le Polyptyque, la Transfiguration, le San Giacomo Maggiore, la section dédiée aux XVIIe et XVIIIe siècles. Un espace pour les expositions temporaires artistiques et culturelles est situé au rez-de-chaussée.
- Le musée diocésain : près de la Cathédrale de San Flaviano, le musée conserve des peintures du XIVe au XVIe siècle d’artistes tels que : Guglielmo da Venezia, Pietro di Domenico da Montepulciano, Ludovico Urbani, Giacomo da Recanati (1443), une attribuée à Mantegna et une Santa Lucia du Guercino, Pomarancio, mobilier et orfèvrerie de plusieurs siècles, sculptures, missels, œuvres d’art mineur. Parmi les marbres : une statue romaine et un lavabo du sculpteur Andrea Sansovino.
- Le Musée Civique Beniamino Gigli consacré au Ténor de renommée internationale, situé à l’intérieur du Théâtre Persiani.
- Le musée d’art contemporain et des peintres de l’émigration : situé dans l’ancien couvent de Sant’Agostino, il a été inauguré en 2001 pour accueillir des œuvres d’artistes tels que Virgilio Guidi, Cesare Peruzzi, Arnaldo Ciarocchi, Luigi Bartolini, Wladimiro Tulli, Aurelio De Felice, Domenico Purificato. Le musée est divisé en quatre sections, l’abstraction, les peintres de l’Ombrie, le graphisme et les peintres du XXe siècle, deux salles dédiées à W. Tulli et Lorenzo Gigli.
- Le musée de la guitare Oliviero Pigini : situé à l’hôtel de ville, inauguré en 2004, il accueille des modèles de guitare de la société EKO, produits entre les années 1960-70, utilisés pour la musique beat et rock 'n roll.
- Le musée du Silicium (Silicio Inside) : installé en 2011-2012, il a ensuite inséré dans le contexte urbain de Naples depuis 2013. En collaboration avec l’Université de Camerino et l’ Association de la Culture d’Entreprise Le Paysage de l’Excellence, le thème concerne l’utilisation du silicium et ses propriétés physico-chimiques d’exploitation pour les équipements électroniques et industriels.

### Églises
(voir Diocèse de Recanati)

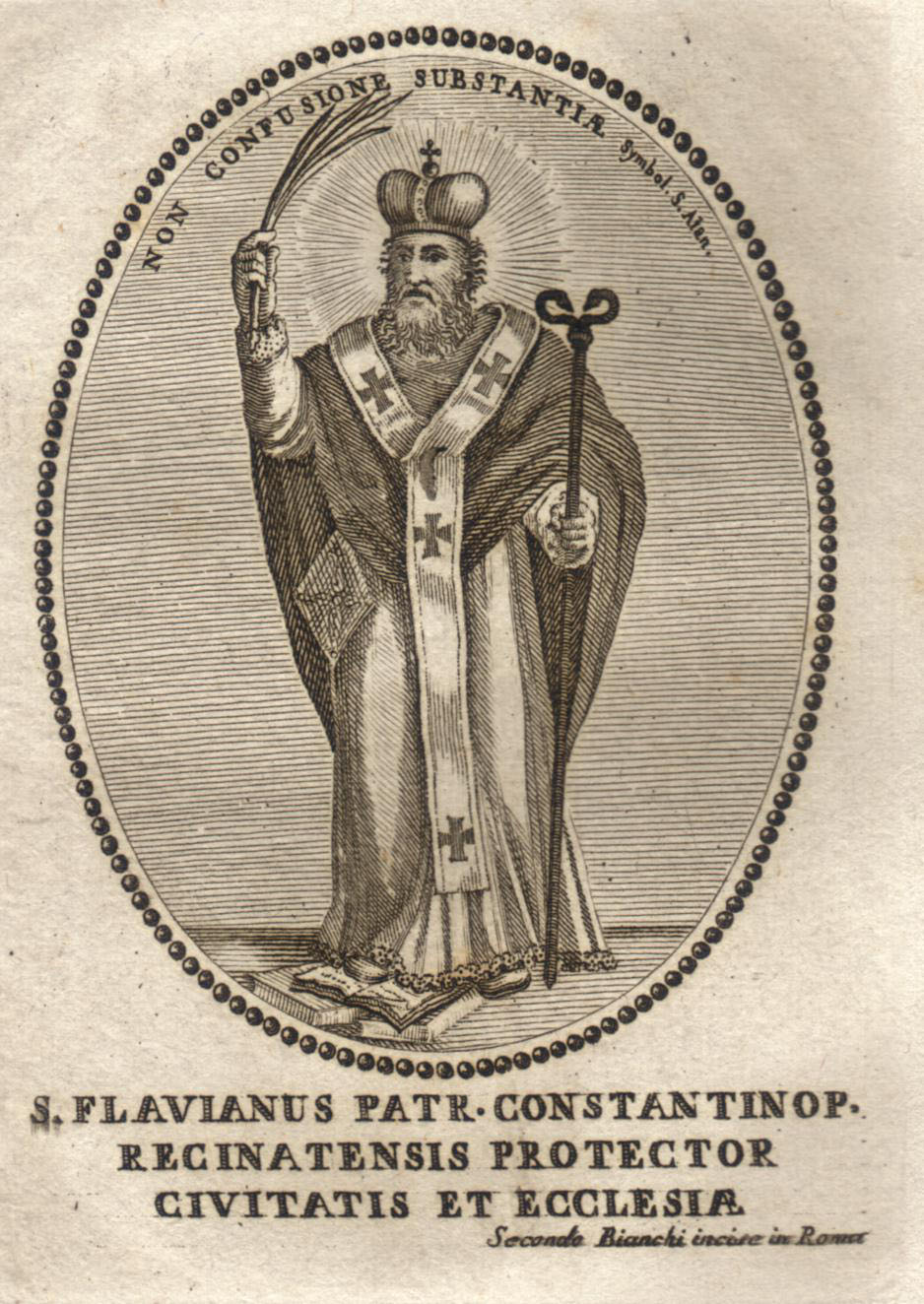
San Flaviano

- Concathédrale de San Flaviano (XIVe siècle) : La porte principale est située sur le côté latéral, elle n’a pas de façade et le vaste intérieur est à trois nefs avec un beau plafond à caissons en bois. Y est annexé le Palais Épiscopal et les ex-Carceri. À l’intérieur de la cathédrale se trouve le sarcophage du pape Grégoire XII et le Musée diocésain.

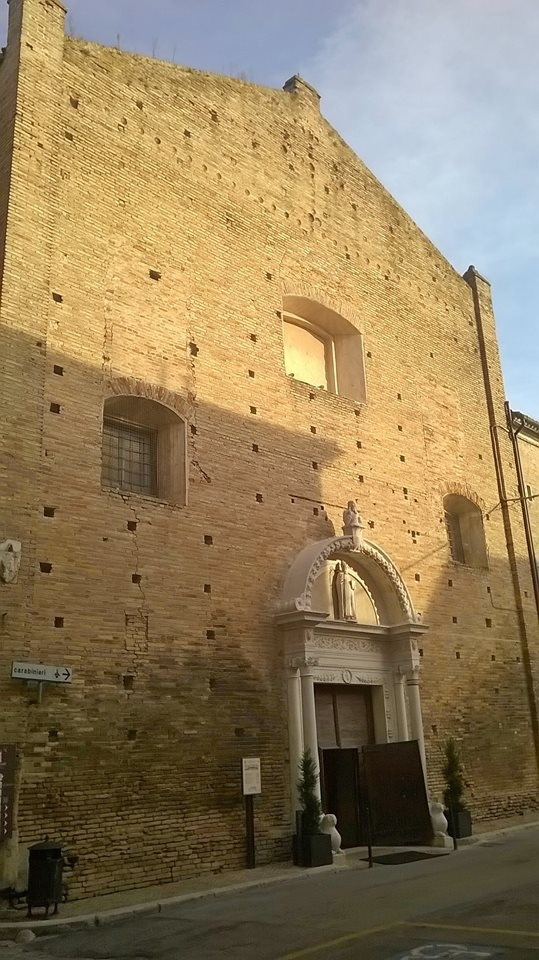
Église de Santa Maria di Castelnuovo (XIIe siècle), est l’église la plus ancienne de Recanati. Elle a appartenu aux bénédictins de Fonte Avellana. Située le long de la route de Castelnuovo (via Angelo Giunta), elle a la structure en brique à cabane, plan rectangulaire : la façade ornée de trois fenêtres, celle centrale à oculus, flanquée de deux à voile, en bas dans l’axe avec l’oculus le portail de pierre romane avec arc en plein cintre et lunette. Le clocher est le plus ancien clocher de la ville (XIIe siècle), avec un plan carré en saillie, avec un ordre en biphorium pour la façade, et la décoration des archets suspendus au sommet. Dans la lunette du portail byzantin se trouve un beau bas-relief du Maître Nicola Anconetano signé et daté de 1253, représentant la Madone en trône avec les saints Michel et Gabriel. La fresque représentant la Vierge à l'Enfant qui se trouve à l’intérieur est de Pietro di Domenico da Montepulciano.
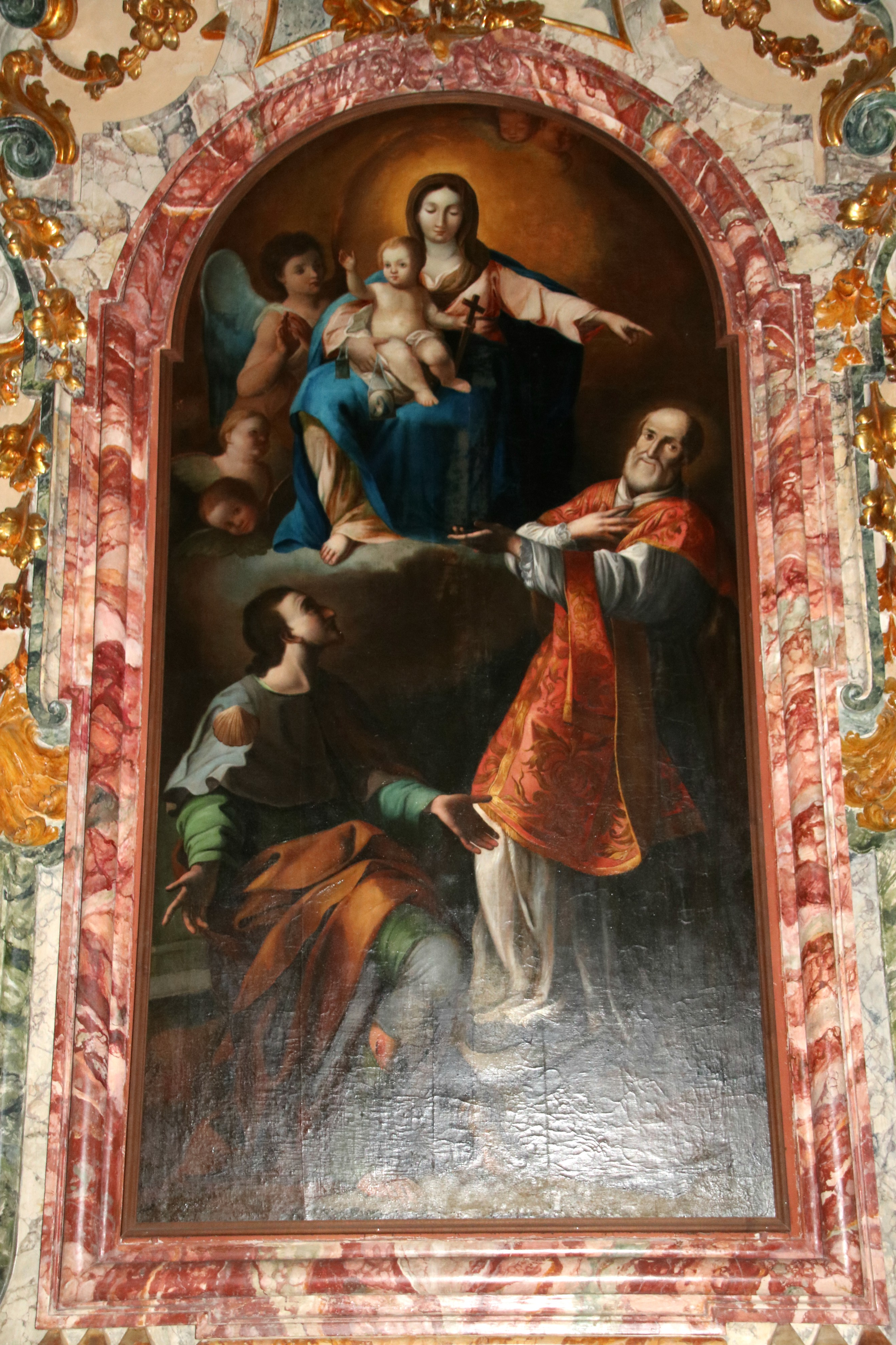
Église de Saint François d’Assise et son couvent (XIIe siècle, remaniée au XVIIIe siècle). Elle est située dans la partie nord-ouest, dans la rue Castelfidardo. Le couvent fut fondé au XIIe siècle, agrandi au siècle suivant par les Frères Mineurs Franciscains, et enfin largement restauré au XVIIIe siècle. Les travaux commencèrent en 1251 comme en témoigne la bulle du pape Innocent IV ; l’aspect actuel remonte à la réfection du père Camaldolais Giuseppe Antonio Soratini. Derrière le maître-autel, est visible la Madone du Lait d’Antonio da Faenza (1525), tandis que sur les autels latéraux sont placées des toiles dont la Vierge Immaculée (1631) de van Schayck et Saint Joseph de Copertino de Benedetto Bianchini (1754). Sur la cantoria de la contre-façade se trouve l’orgue en bois peint de 1753, par Pietro Nacchini. L’église extérieurement est recouverte de briques, avec un plan rectangulaire à nef unique, et une façade à hutte avec un tympan triangulaire qui laisse encore entrevoir l’aspect antique, en raison de la présence du classique narthex d’accès à arcs. Le clocher est de style Renaissance.  - Église de Sant’Agostino - Madone à l’Enfant avec Saint Roch et Filippo Neri, de Giovanni Antonio Carosio, concathédrale San Flaviano - Madone à l’Enfant avec les saints Louis IX, Ubaldo, Onesiphore, François d’Assise, Nicolas de Tolentinoet Thomas d’Aquin, début XVIIe, Giovanni Antonio Scaramuccia - Église San Vito
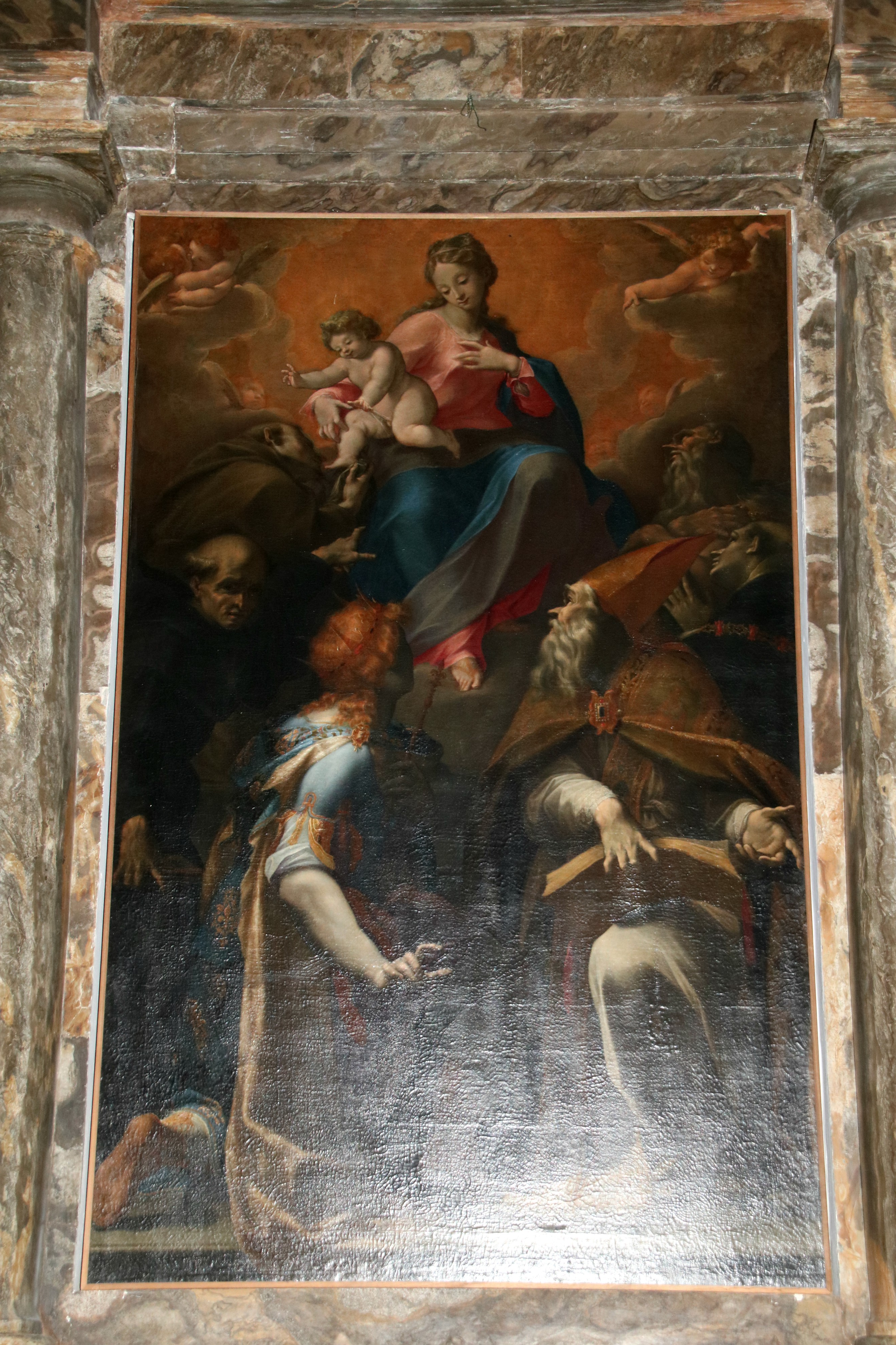
Madone à l’Enfant avec les saints Louis IX, Ubaldo, Onesiphore, François d’Assise, Nicolas de Tolentinoet Thomas d’Aquin, début XVIIe, Giovanni Antonio Scaramuccia

- Église et cloître de Sant’Agostino (XIIIe siècle) : sur la Piazza Pietro Giordani, elle fut construite avec le couvent des Ermites de Sant'Agostino en 1270 et reconstruite un siècle plus tard avec la cathédrale. Le portail en pierre d’Istrie (1485) est de Giuliano da Maiano, tandis que l’intérieur a été refait à la fin du XVIIe siècle sur un dessin de Ferdinando Galli da Bibbiena, avec des retables réalisés par Pomarancio, Pier Simone Fanelli, Felice Damiani et des restes de fresques de Giacomo da Recanati. Il y a aussi des œuvres d’Antonio Calcagni qui est enterré en ces lieux.
- Église des Capucins : elle fut construite avec le couvent en 1618. À l’intérieur, un tableau de la Madone de Lorette du Pomarancio et une toile attribuée au Caravage (La Madone de la salade). Sur la place d’en face, une stèle en travertin avec des céramiques d’Arturo Politi et Rodolfo Ceccaroni est érigée.
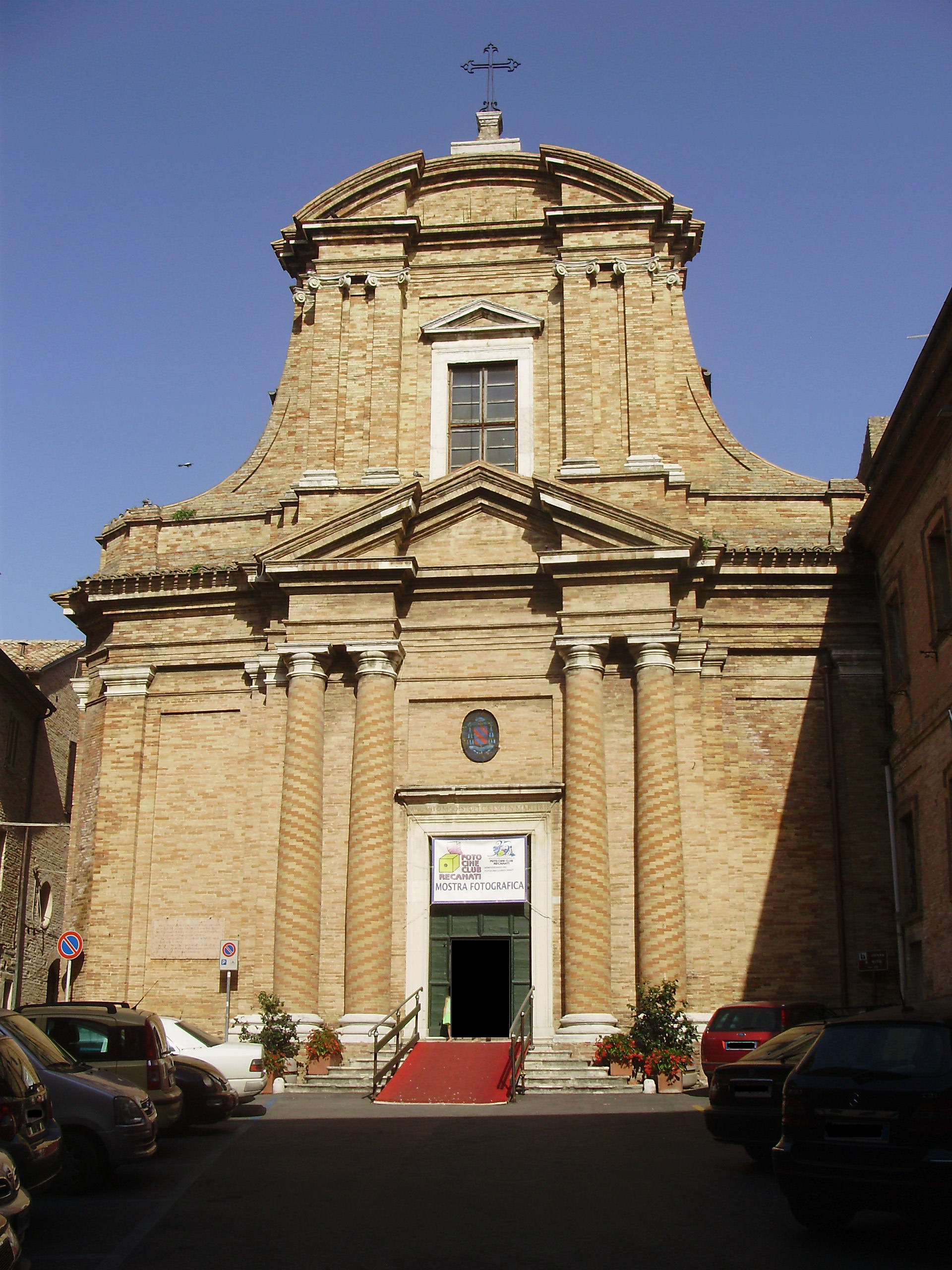
Église de San Vito : l’édifice actuel fut construit sur une ancienne église romane-byzantine et transformé dans les formes actuelles dans le milieu du XVIIe siècle selon le dessin de P.P. Jacometti. En 1741, le tremblement de terre endommagea la façade qui fut refaite sur un dessin du Luigi Vanvitelli, en briques de terre cuite et avec les colonnes en spirale bichromates.

### Œuvres conservées au Musée civique de la Villa Colloredo-Mels

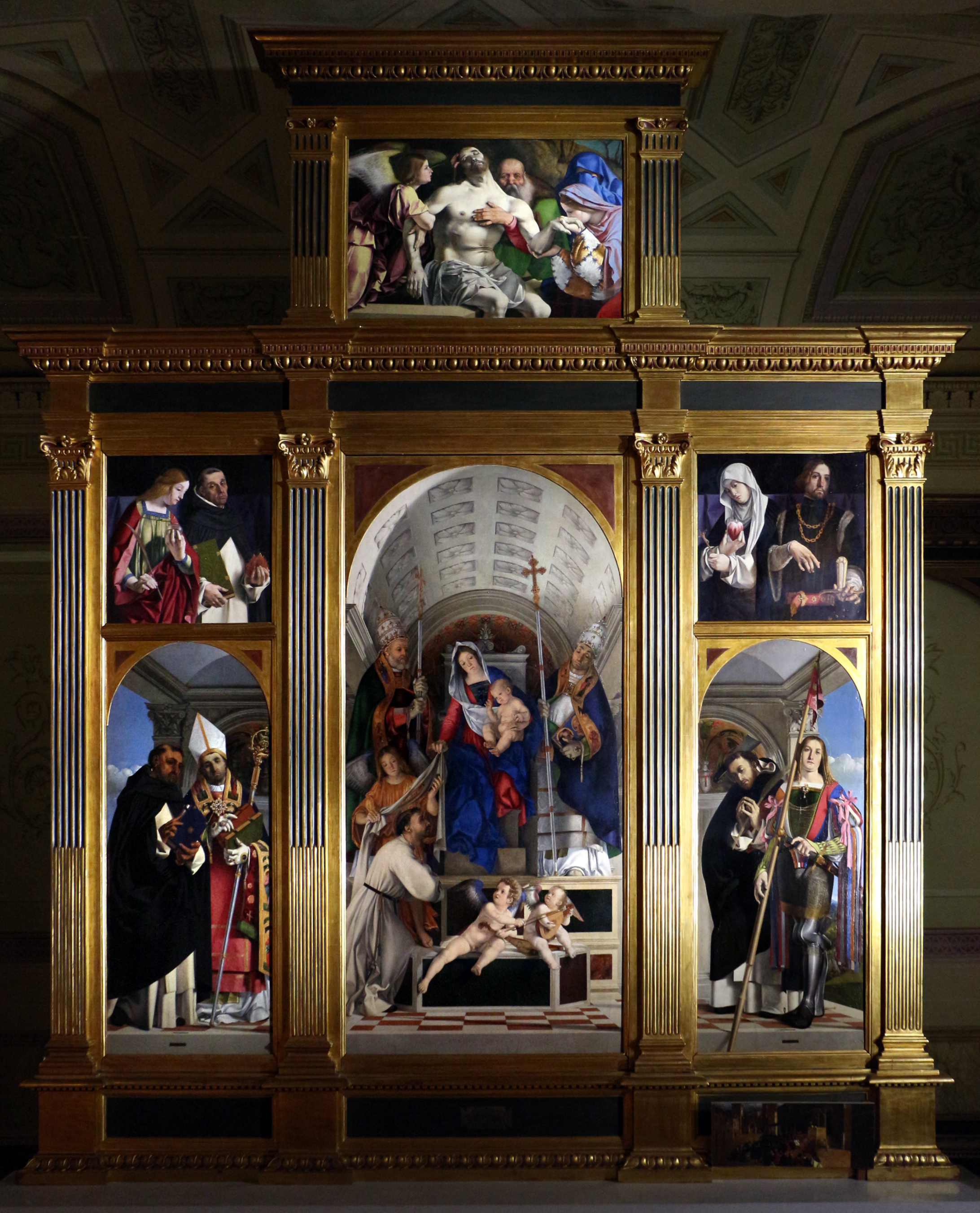
Polyptyque de San Domenico ou polyptyque de Recanati, réalisé de 1506 à 1508 par Lorenzo Lotto.
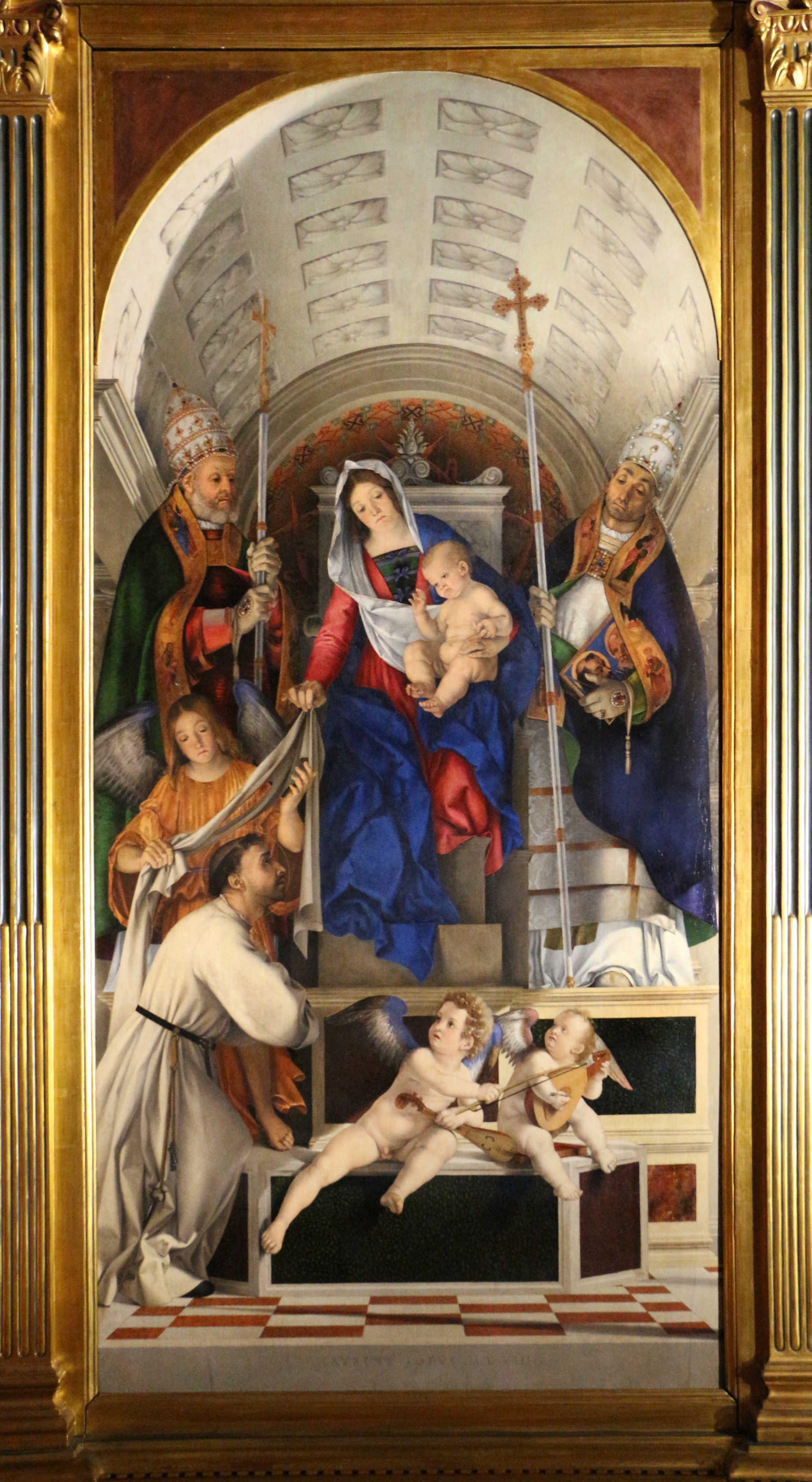
Partie centrale du polyptyque de Lorenzo Lotto
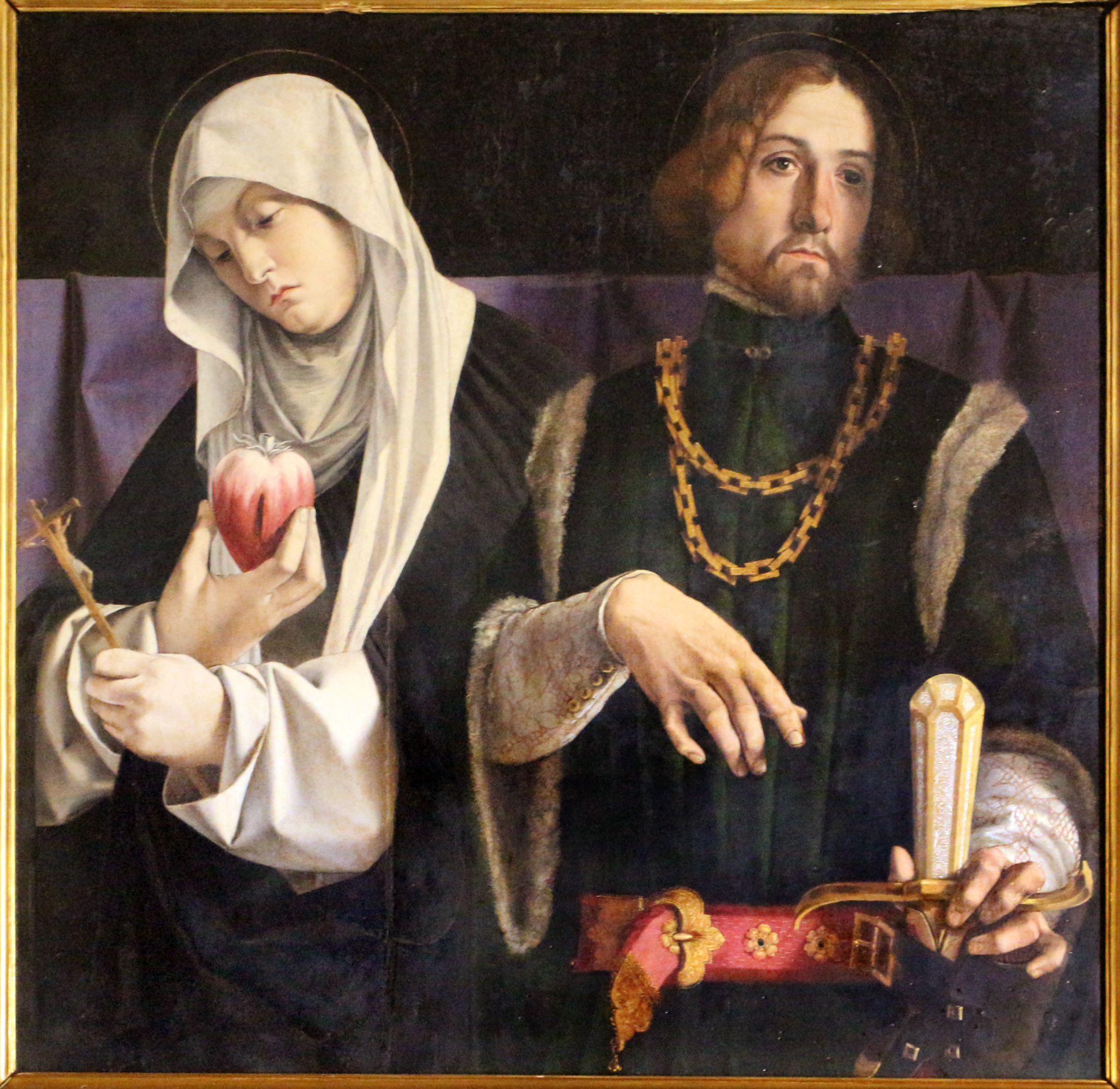
Détail du polyptyque de San Domenico
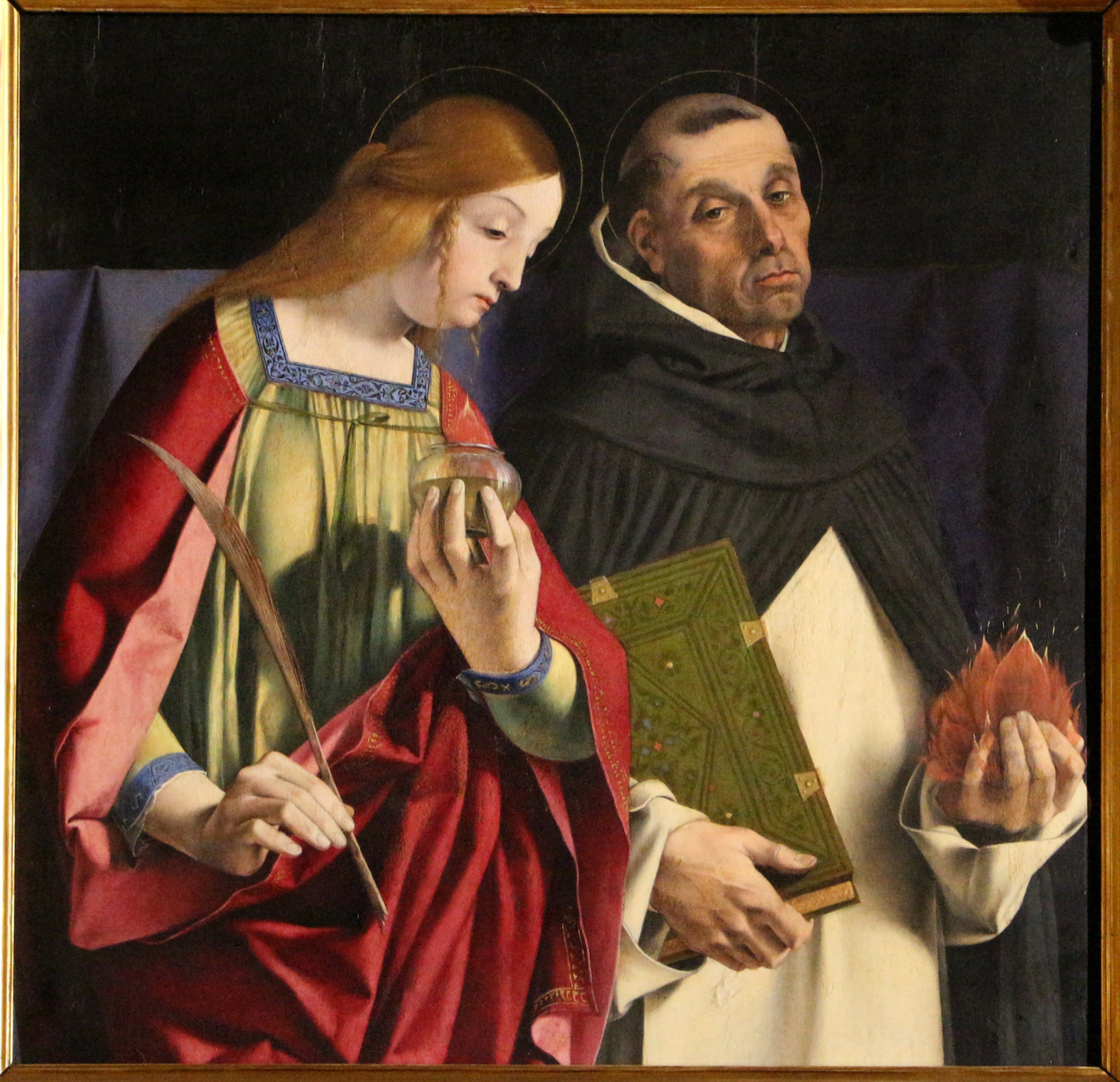
Autre détail.
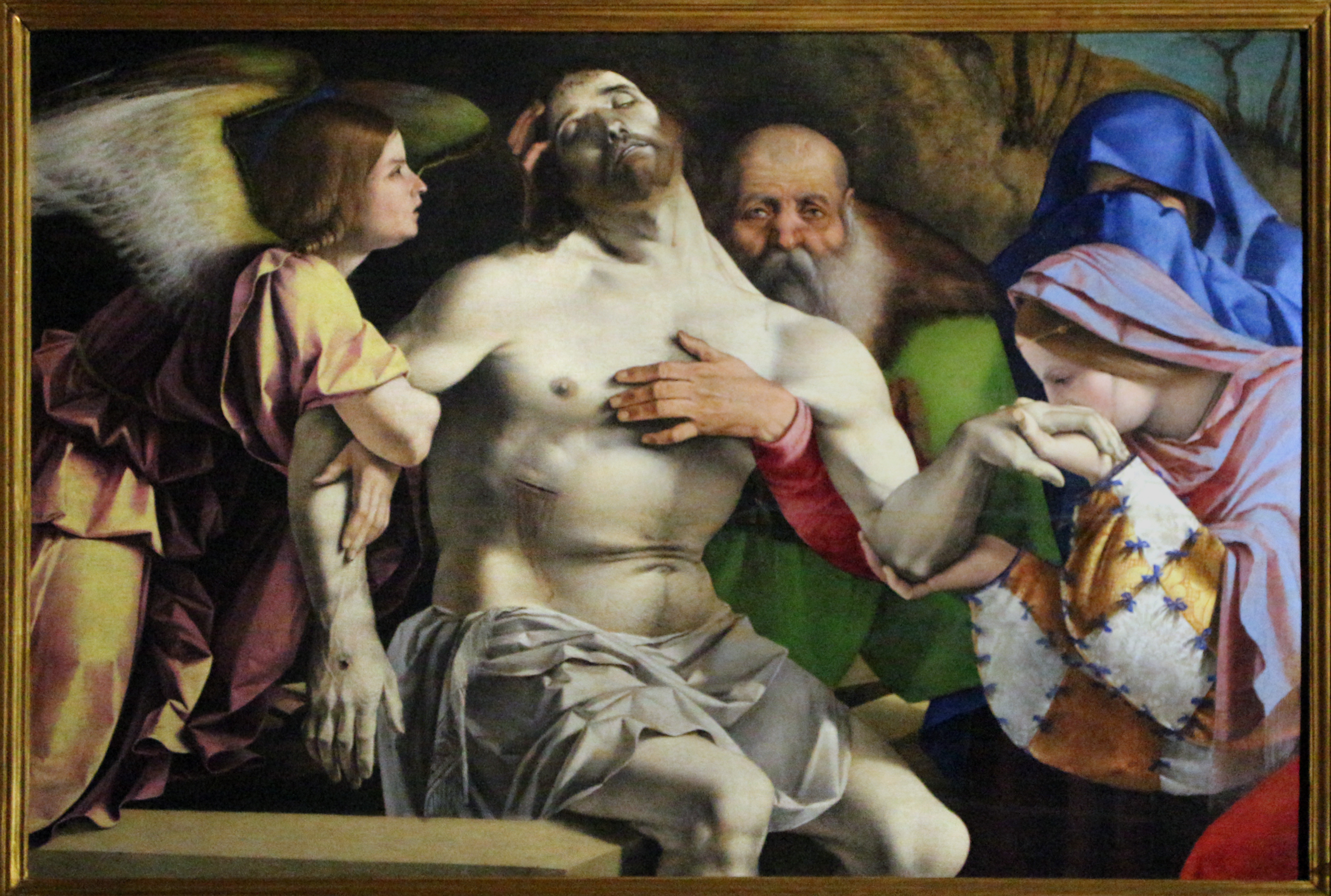
Lunette du polyptyque de San Domenico de Lorenzo Lotto
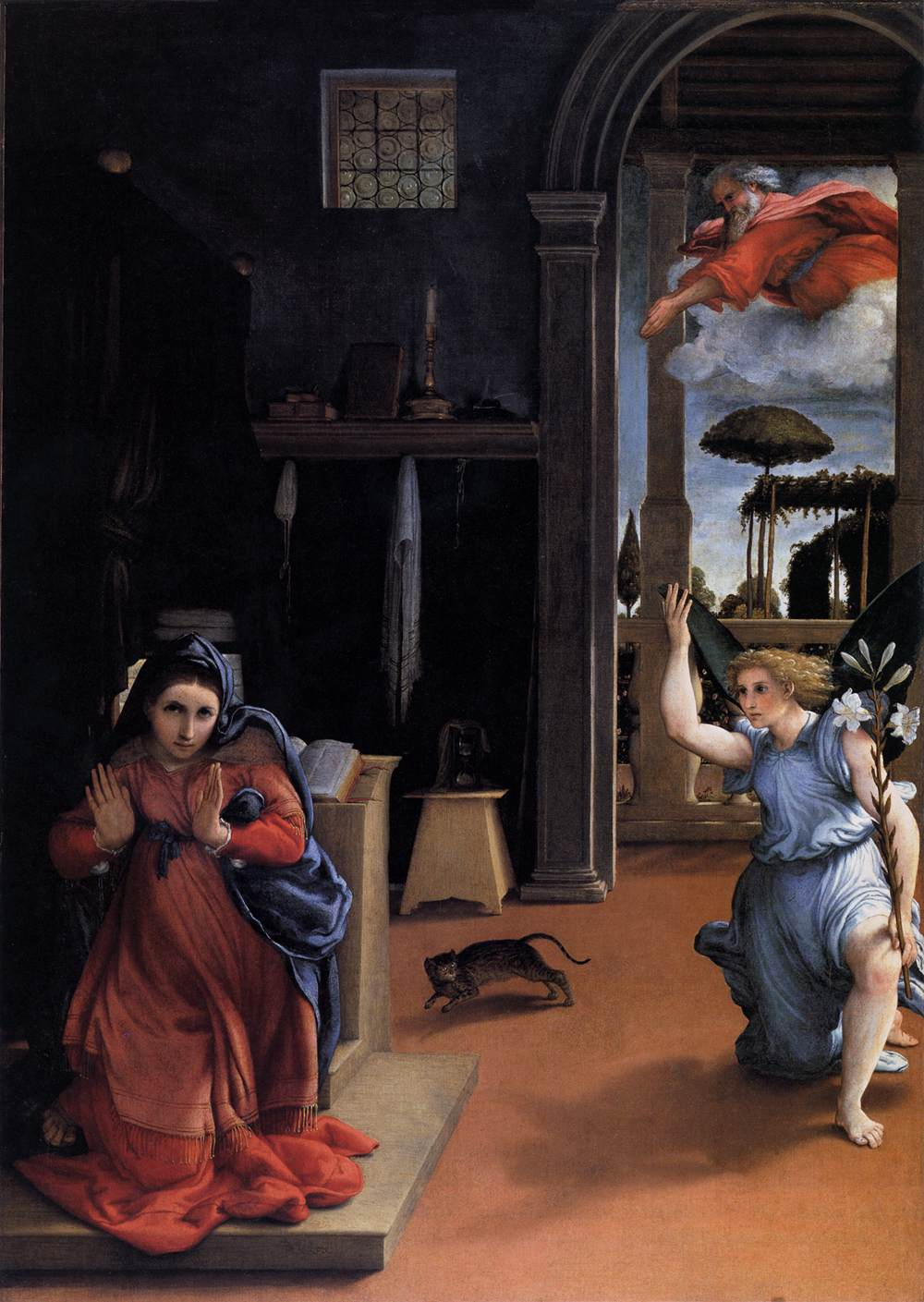
La fameuse Annonciation de Lorenzo Lotto, étudiée par Daniel Arasse
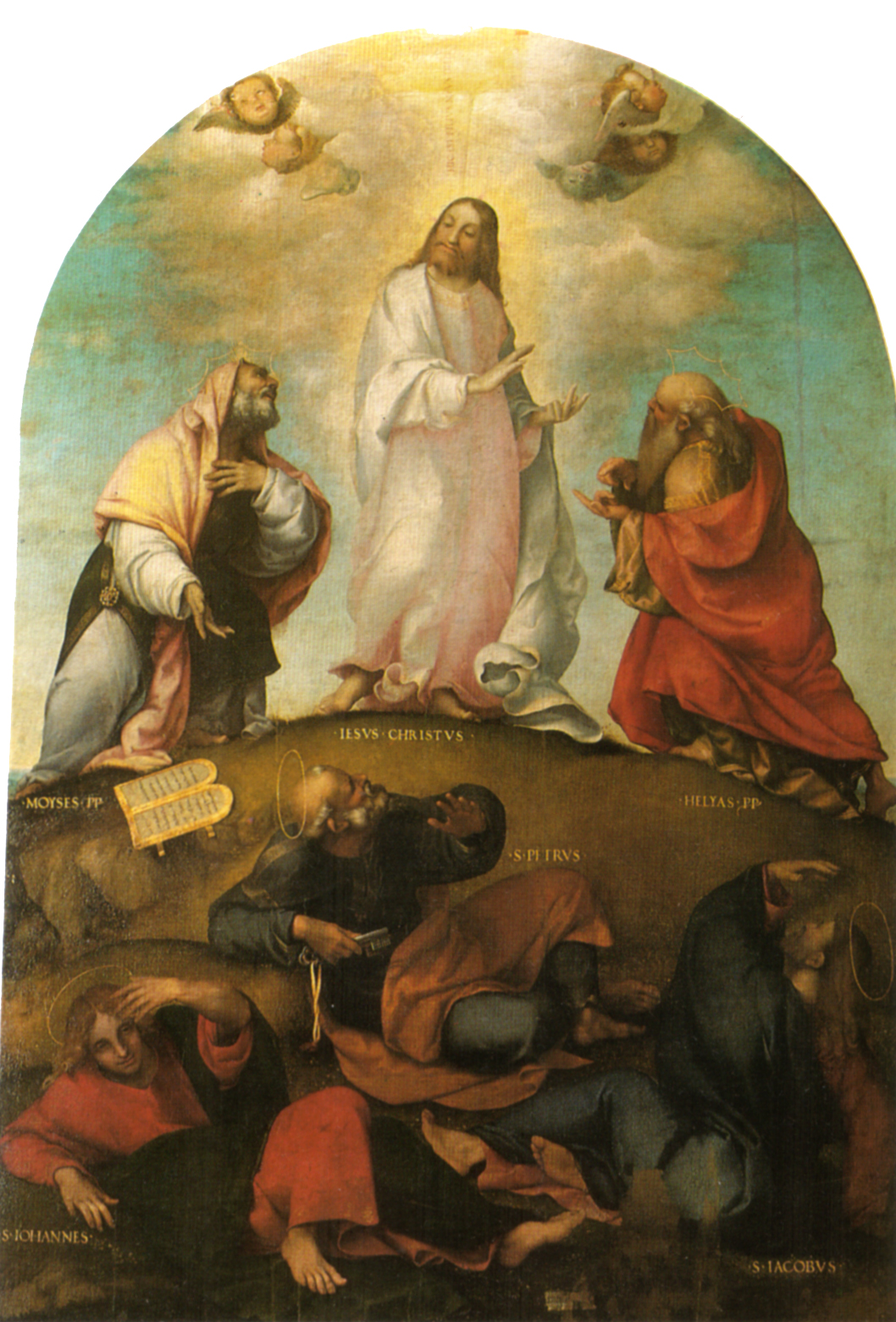
La Transfiguration de Lorenzo Lotto
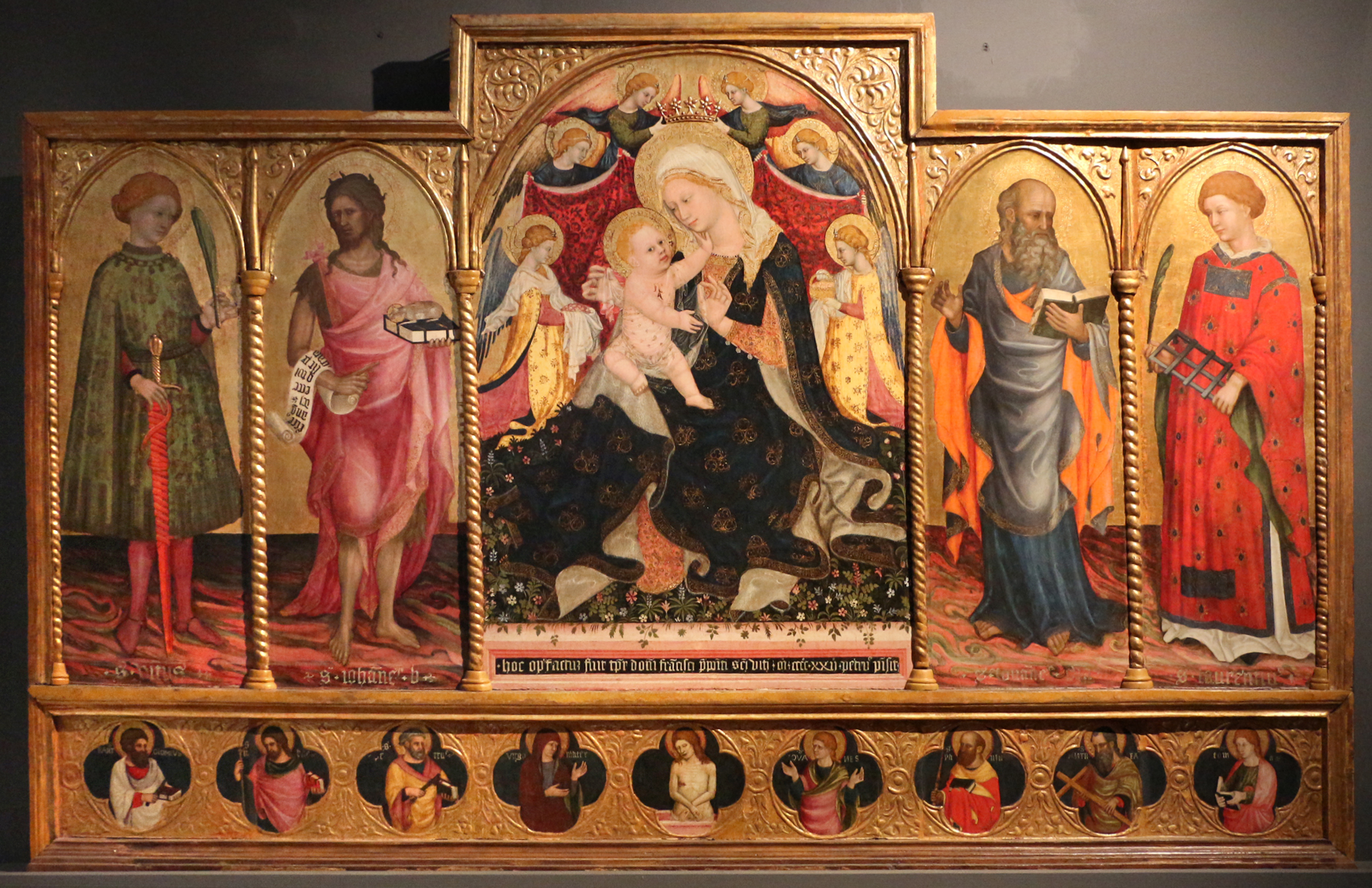
Polyptyque de la Madone de l’humilité, 1422, Pietro di Domenico da Montepulciano
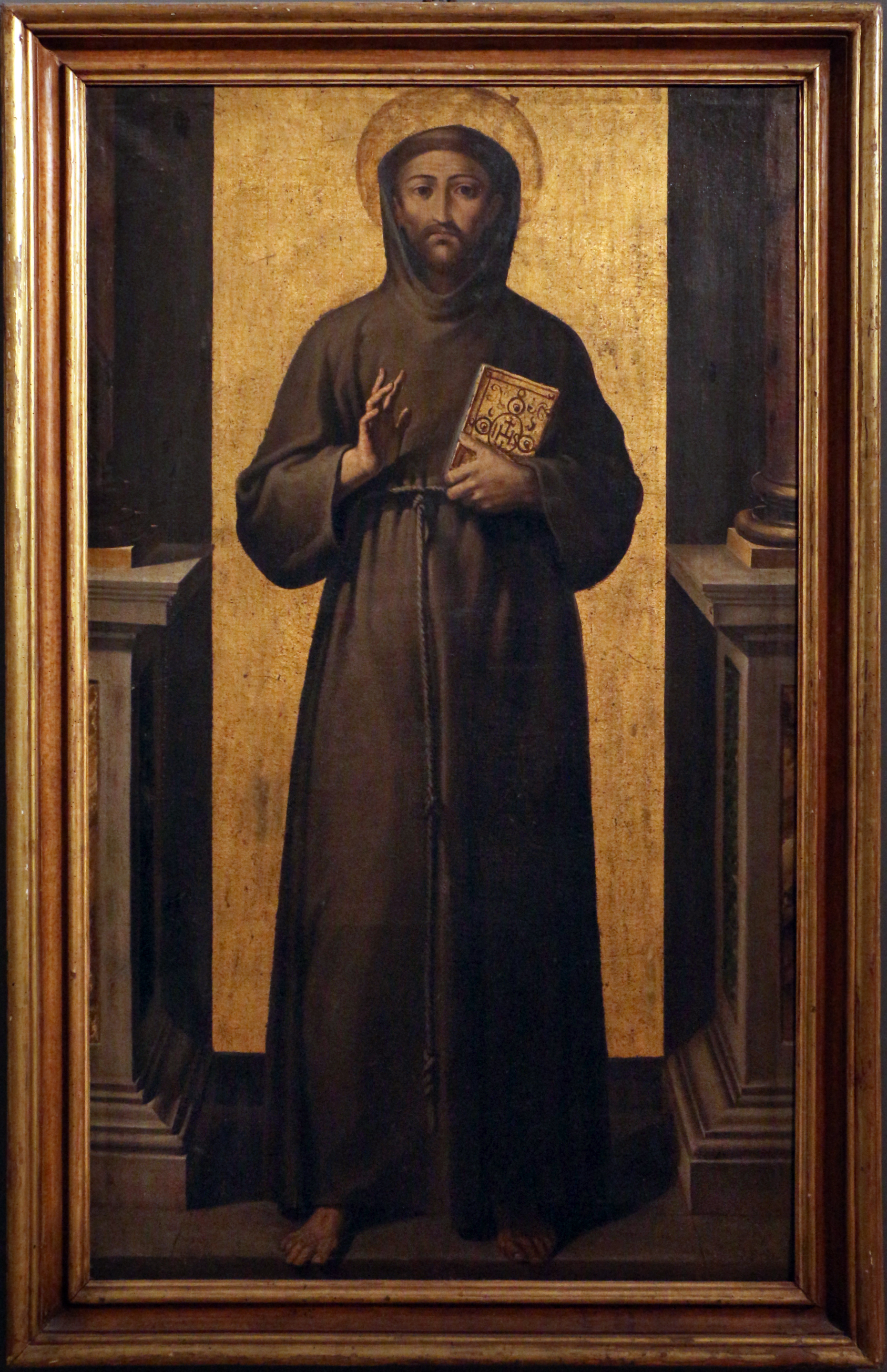
Saint François, 1690, Pier Simone Fanelli
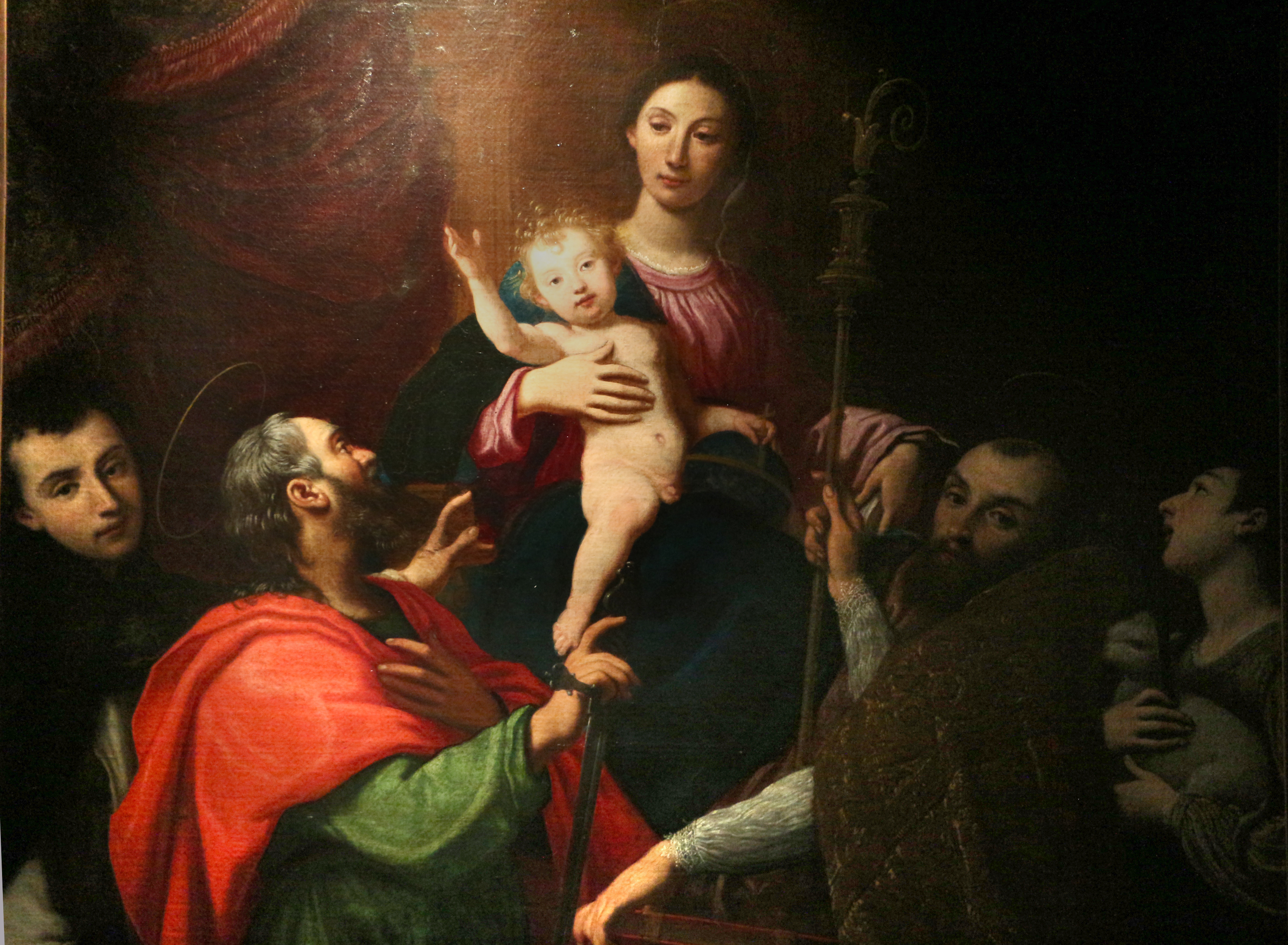
Détail de la Madone avec saints de Gregorio Pagani
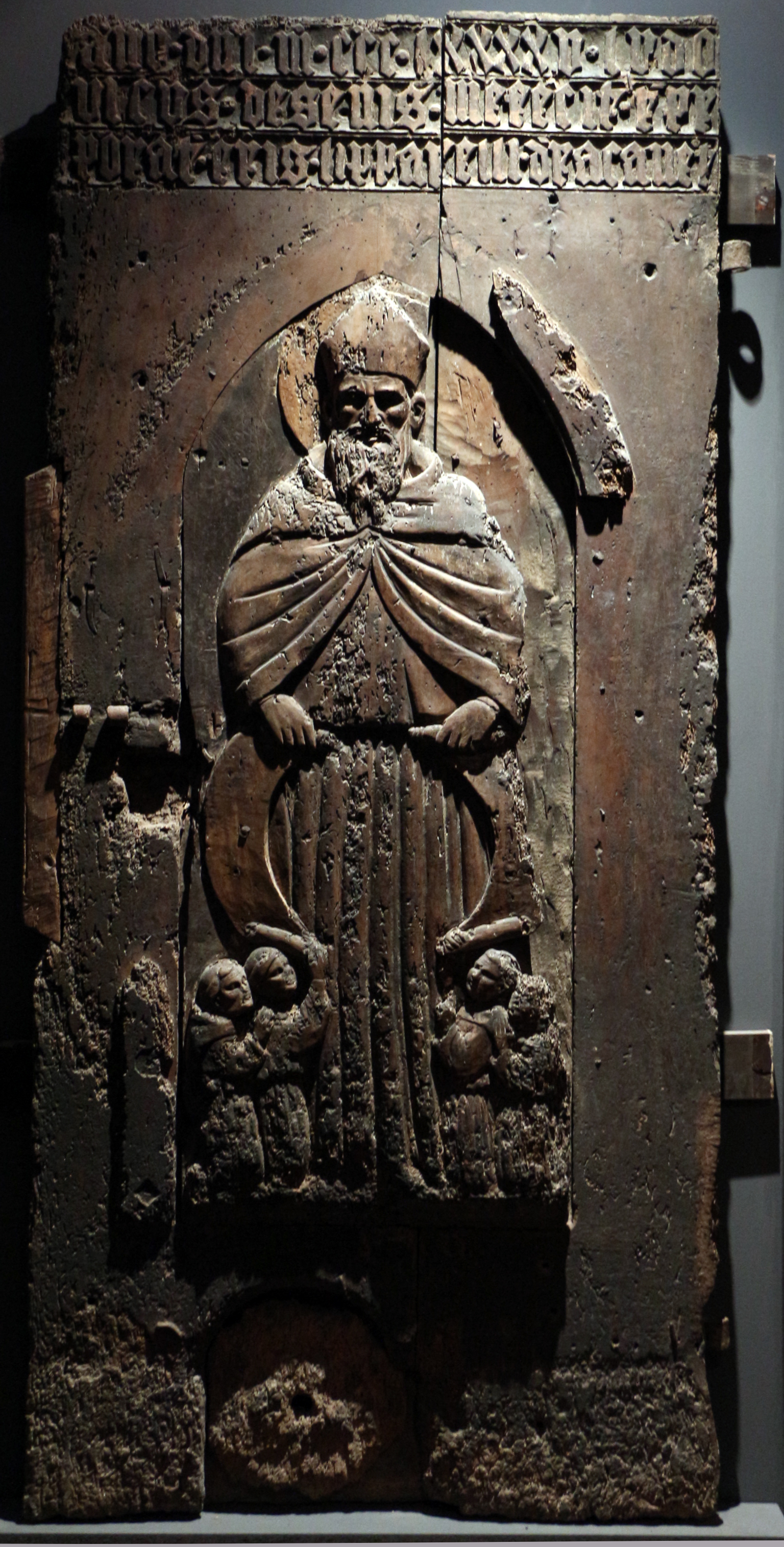
Saint Augustin consignant la règle aux frères, Ludovic de Sienne
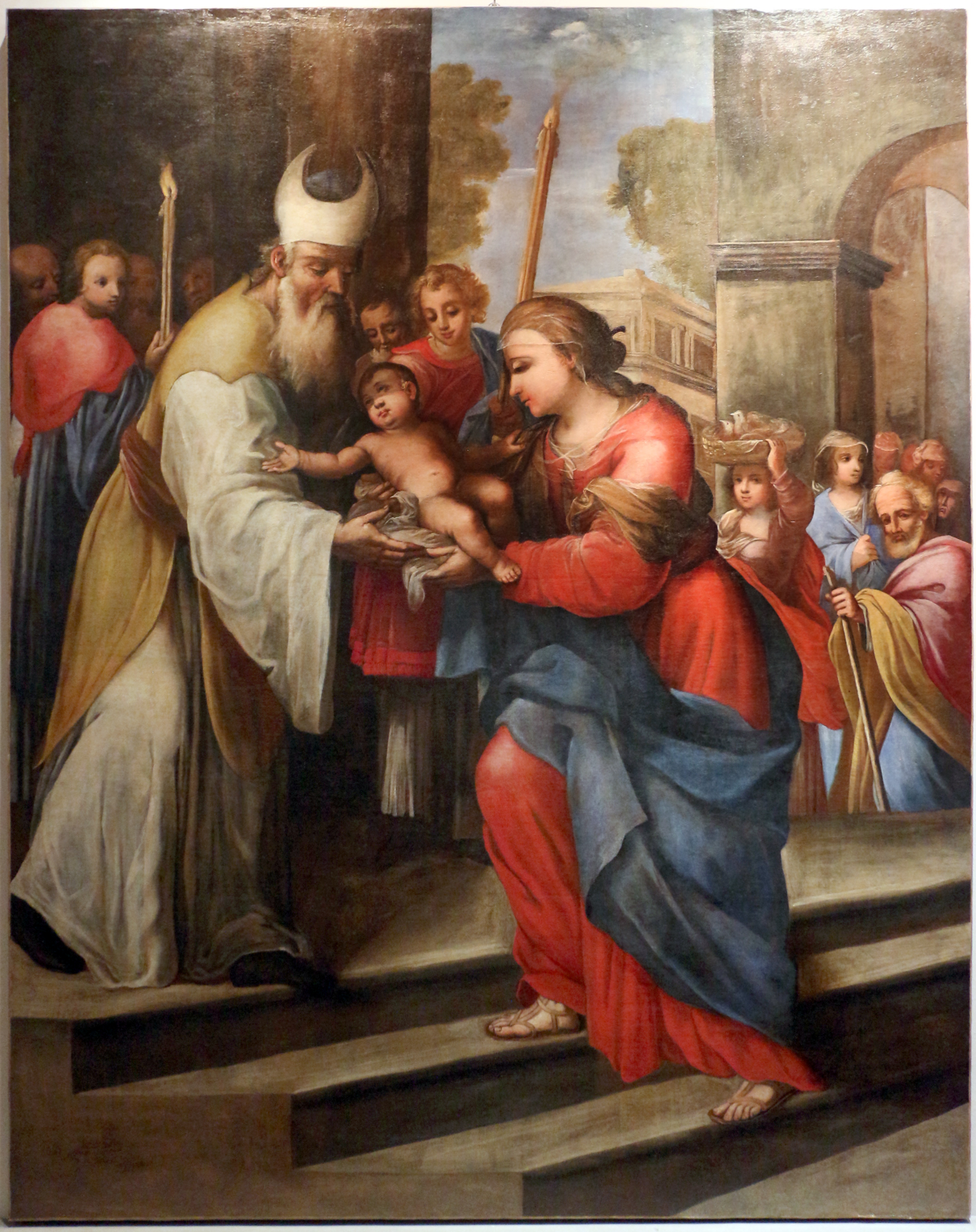
Présentation de Jésus au Temple, Cristoforo Roncalli dit le Pomarancio, 1610

### Sites archéologiques
- Site de Fontenoce: les fouilles conduites en 1984-1985, 1992, et 1997-1998, ont mis au jour un habitat néolithique (VIe millénaire av. J.-C.)
- Nécropole de Fontenoce - Aire Guzzini : Les fouilles conduites de 1992 à 1997, ont révélé une importante nécropole énéolithique constituée de 20 tombes à niches artificielles (IVe millénaire av. J.-C.). Dans la zone de la nécropole, ont été trouvées également quelques habitations.
- Nécropole Cava Koch: nécropole énéolithique (IVe millénaire av. J.-C.).
- Contrada Valle Memoria: la memoria indique le lieu où étaient ensevelis les martyrs chrétiens durant les premiers siècles. Près de la petite église nommée « Chiesetta Ottaviani » (propriété de la sainte Maison de Lorette, près du pont de la strada Regina).

## Cinéma
En 2013, le palais Leopardi a été le décor du film Il Giovane Favoloso de Mario Martone, avec Elio Germano dans la peau du poète Giacomo Leopardi. Le film est sorti dans les salles en 2014 et a enregistré un succès auprès des critiques et des spectateurs en Italie, et un succès critique en France.

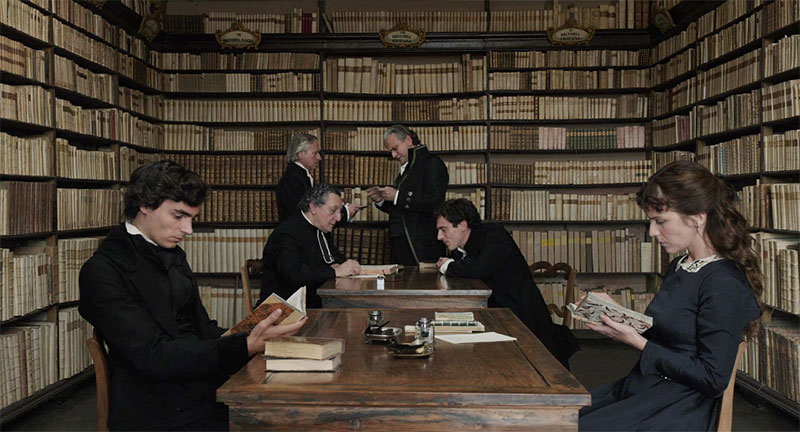
La Bibliothèque de la Maison Leopardi de Recanati dans le giovane favoloso di Mario Martone

### Administration
Le maire actuel, depuis le 10 juin 2019, est Antonio Bravi, de la Lista Civica en remplacement de Francesco Fiordomo, maire en 2009 et en 2014, du Partito Democratico.
| Période                                  | Période | Identité           | Étiquette | Qualité       |
| ---------------------------------------- | ------- | ------------------ | --------- | ------------- |
| 2004                                     | 2009    | Fabio Corvatta     | FI        | center droit  |
| 2009                                     | 2014    | Francesco Fiordomo | PD        | center gauche |
| Les données manquantes sont à compléter. |         |                    |           |               |

### Démographie
En 2011, Recanati comptait 21416 habitants.

### Hameaux
Bagnolo, Castelnuovo, Chiarino, Le Grazie, Montefiore, Santa Lucia

### Communes limitrophes
Castelfidardo (AN), Loreto (AN), Macerata, Montecassiano, Montefano, Montelupone, Osimo (AN), Porto Recanati, Potenza Picena

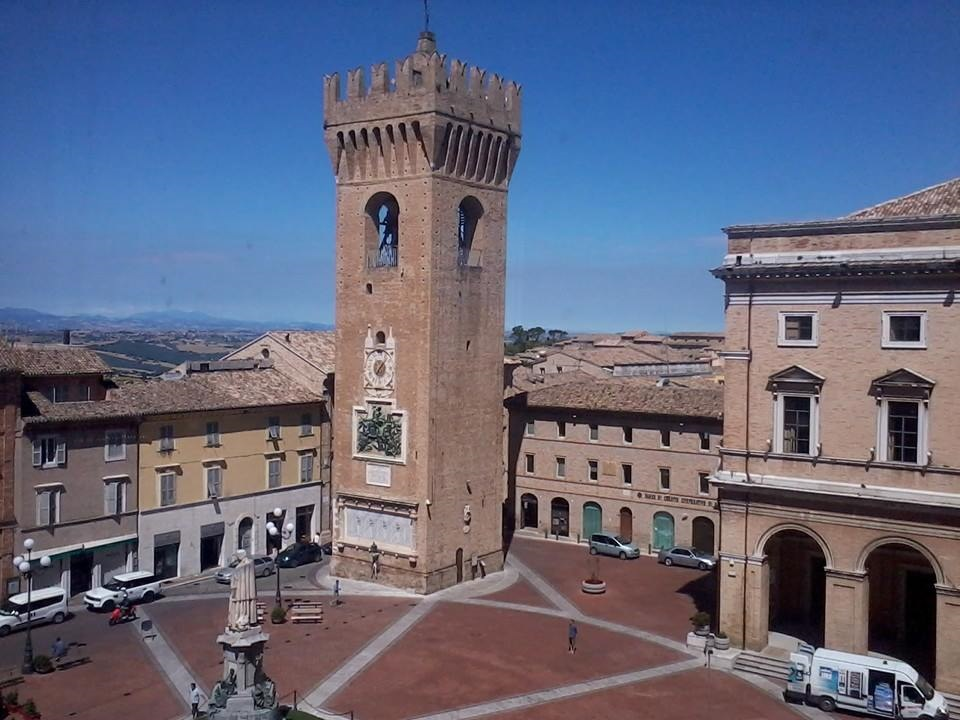
Torre ghibellina (ou tour civique)
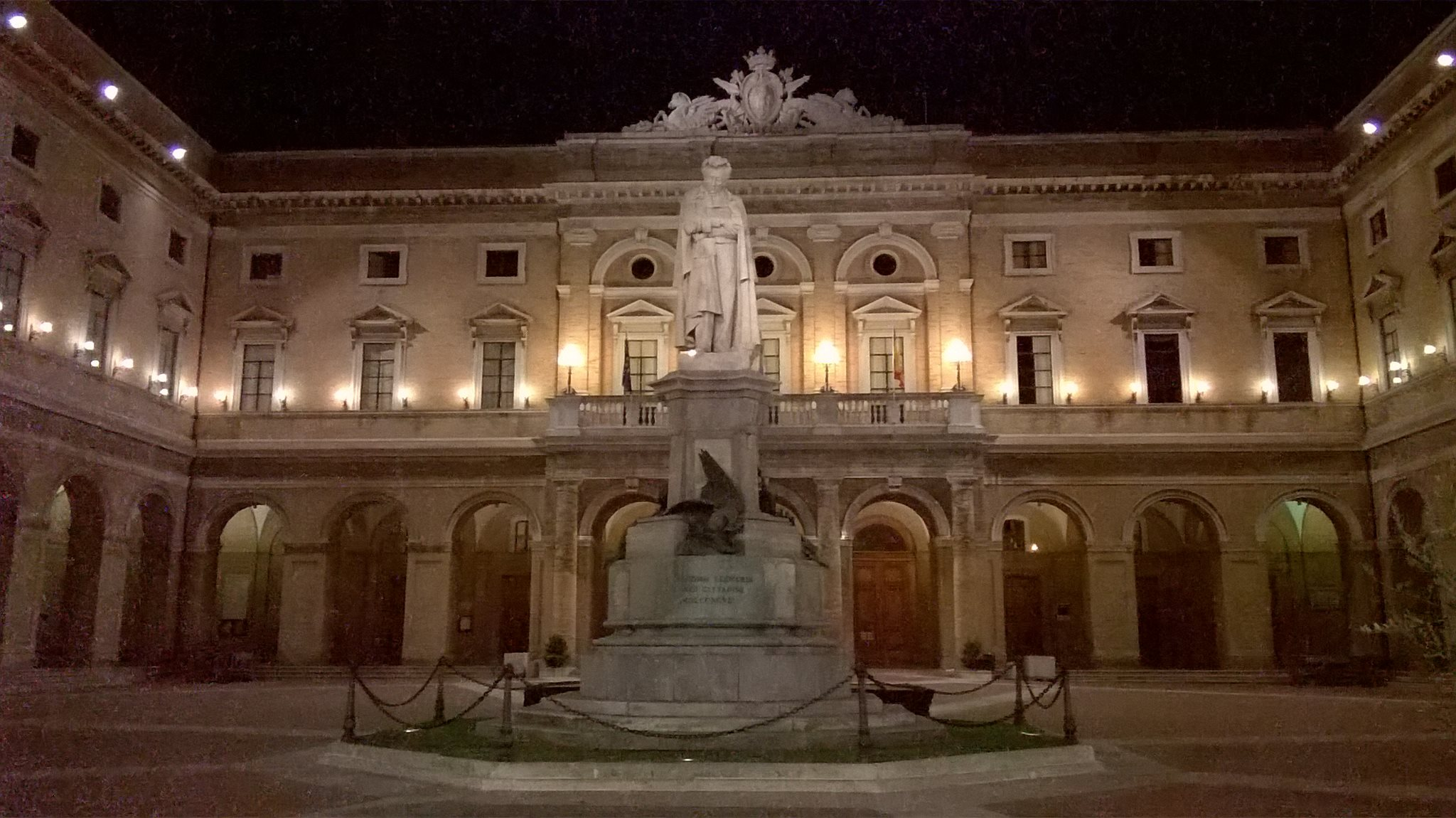
Palais communal la nuit
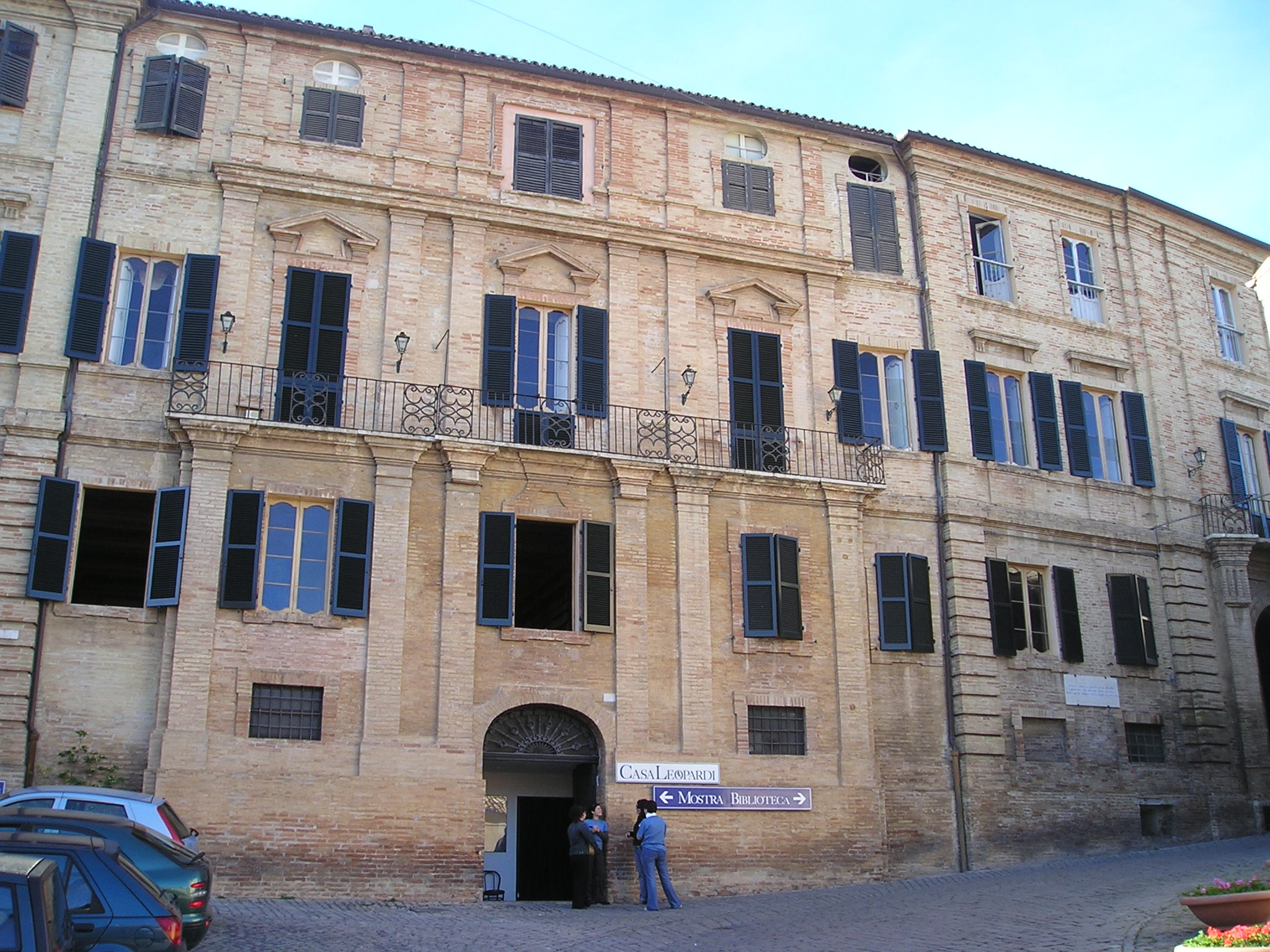
Maison natale de Giacomo Leopardi
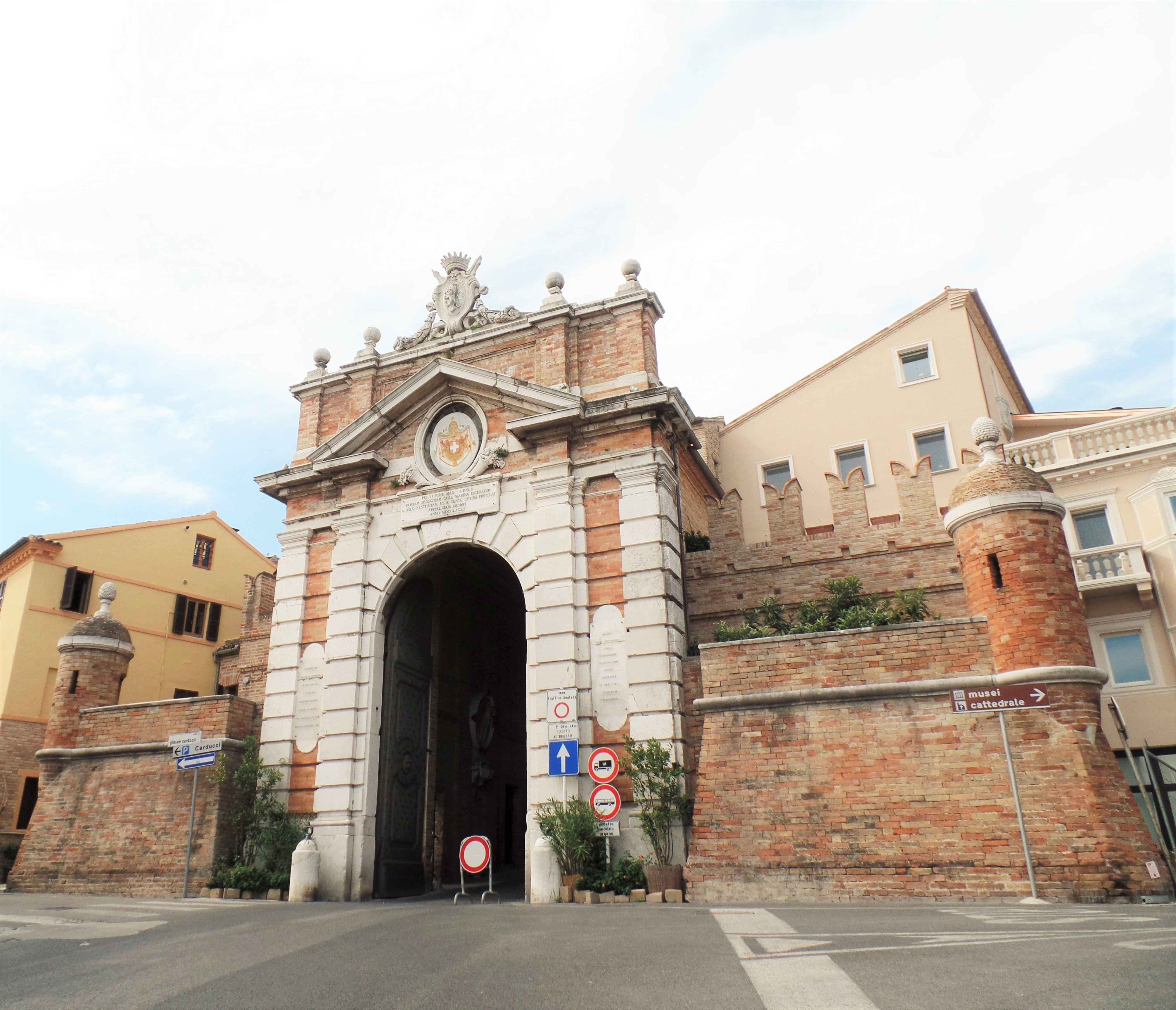
Porte Marine
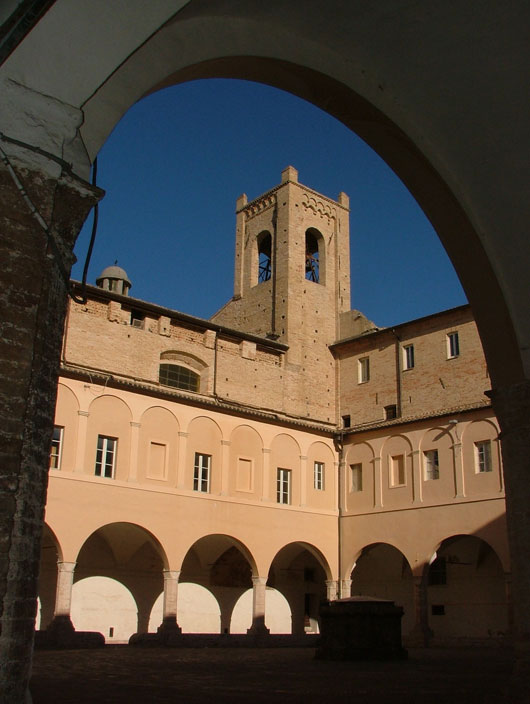
Cloître Saint Augustin et fameuse tour du Passereau solitaire
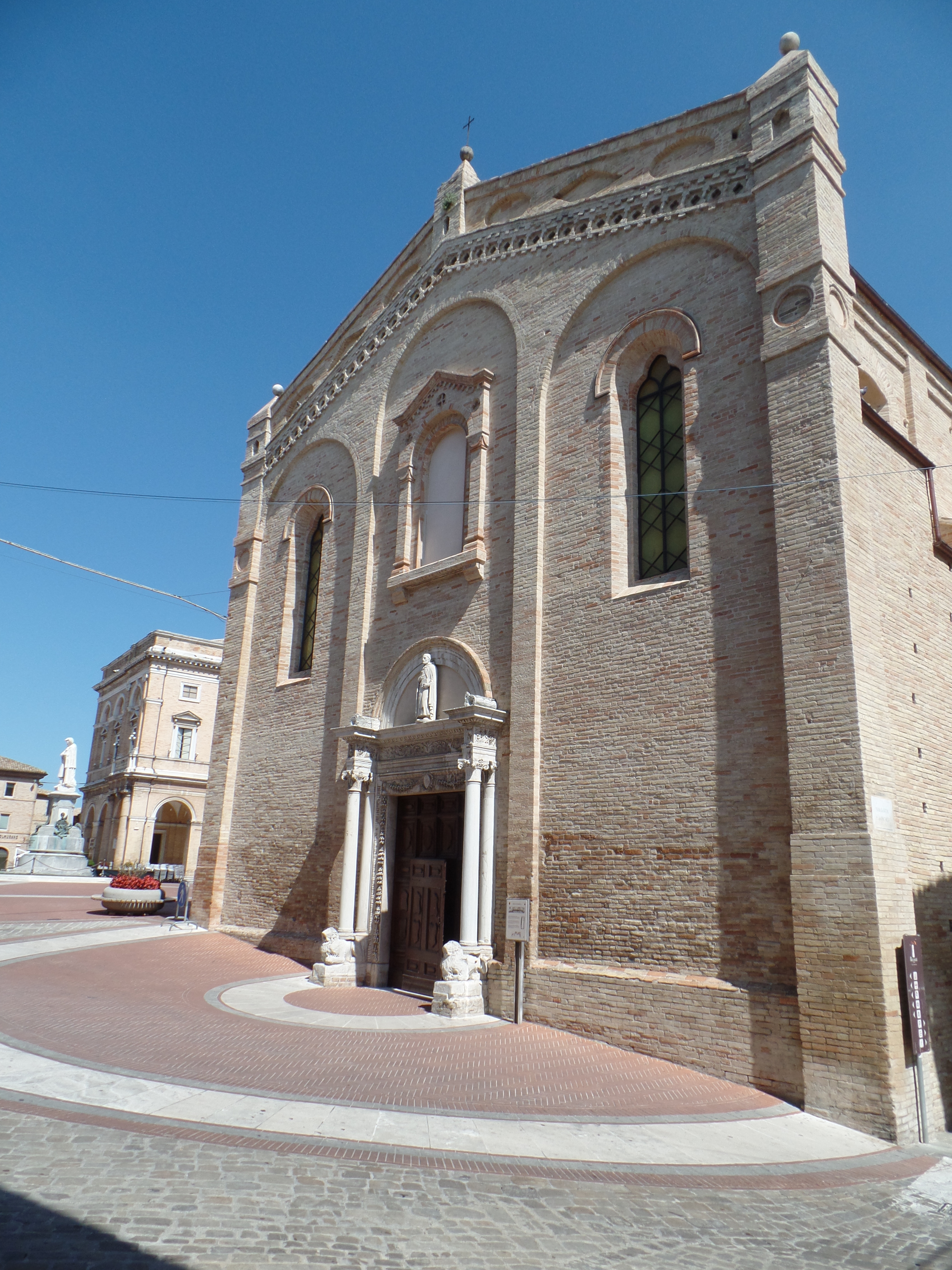
Église san Domenico
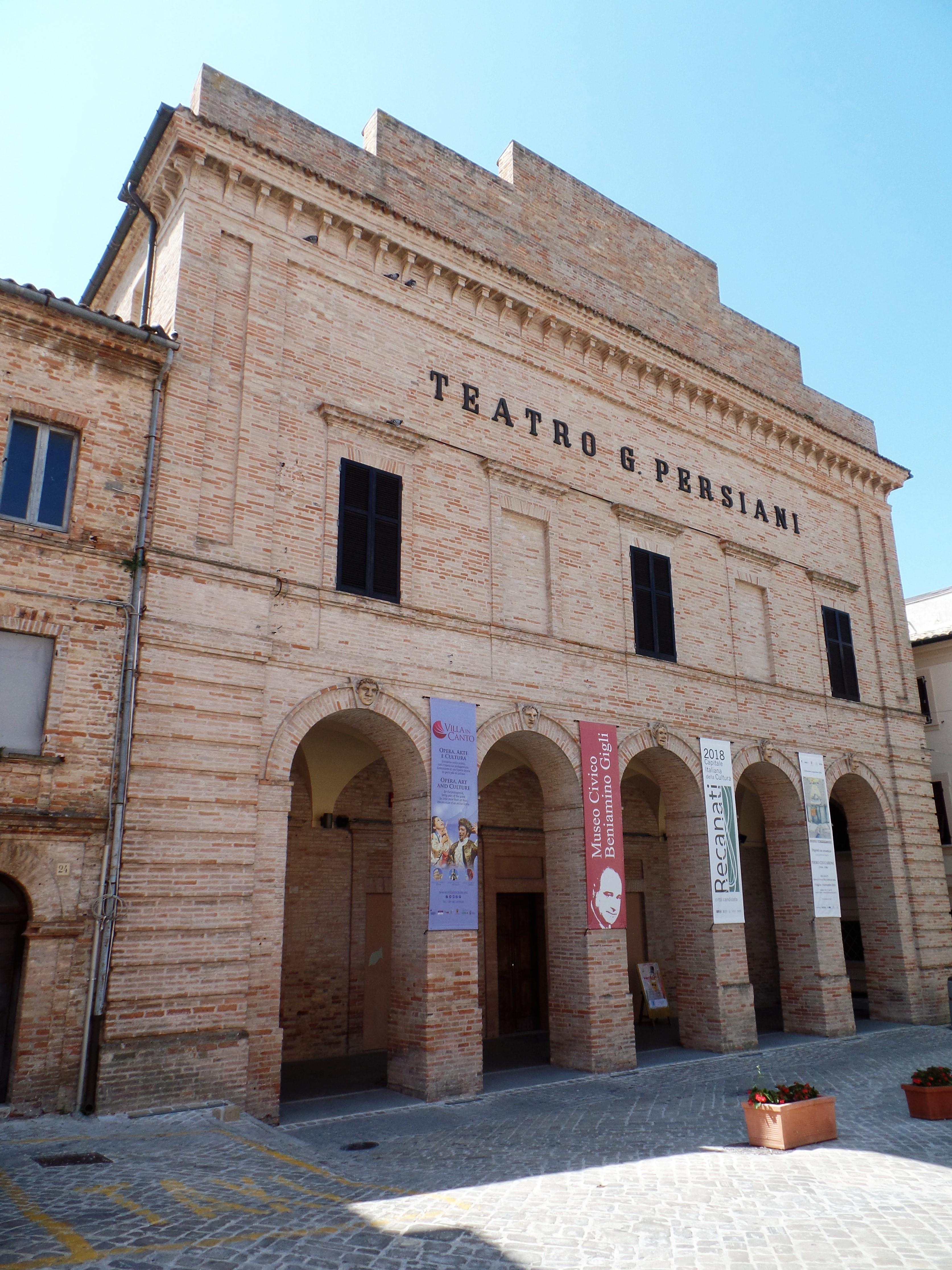
Théâtre Persiani
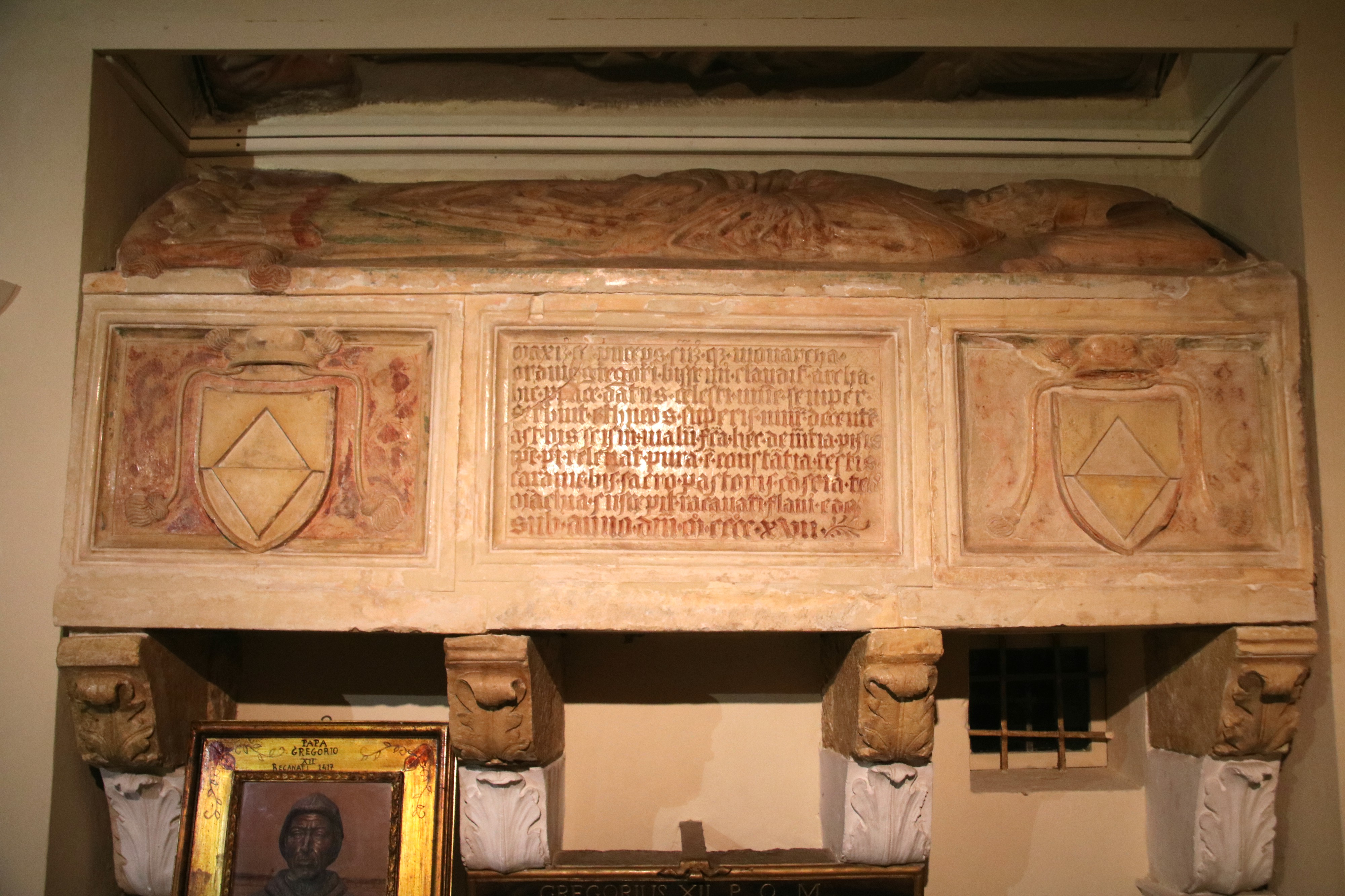
Tombe du Pape Gregoire XII en la Cathédrale San Flaviano
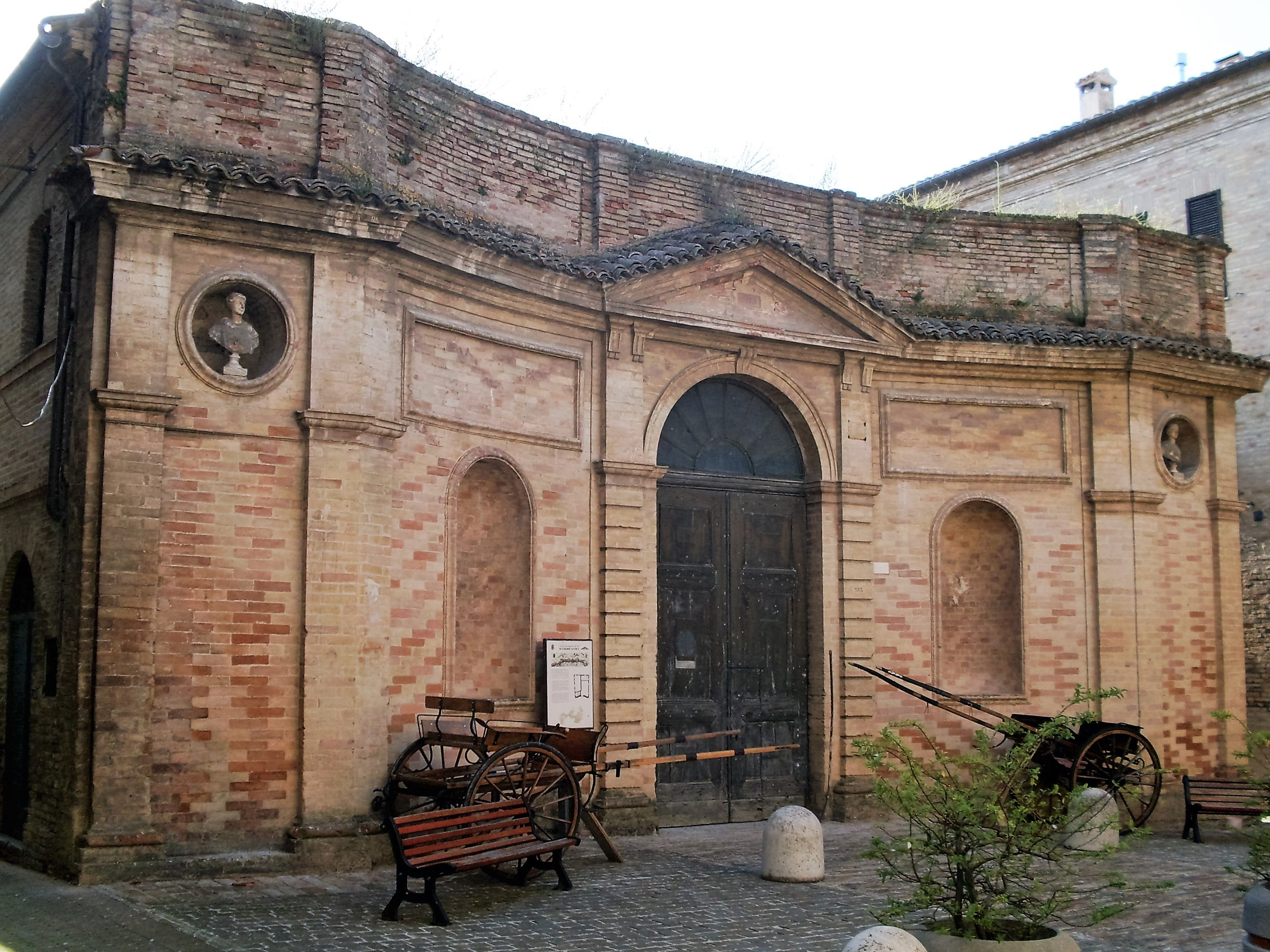
Entrées des anciennes Ecuries
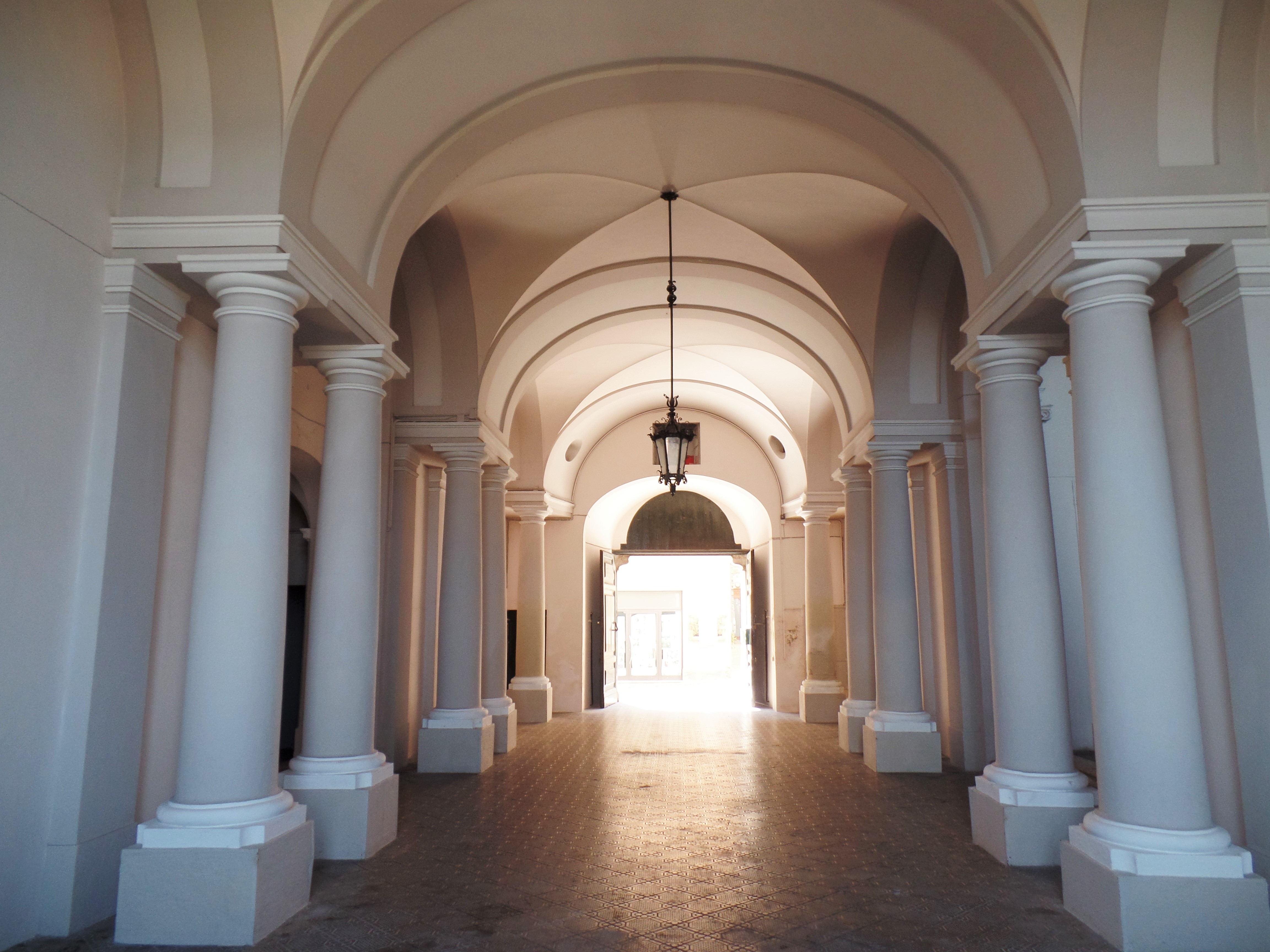
Entrée du Palais Roberti
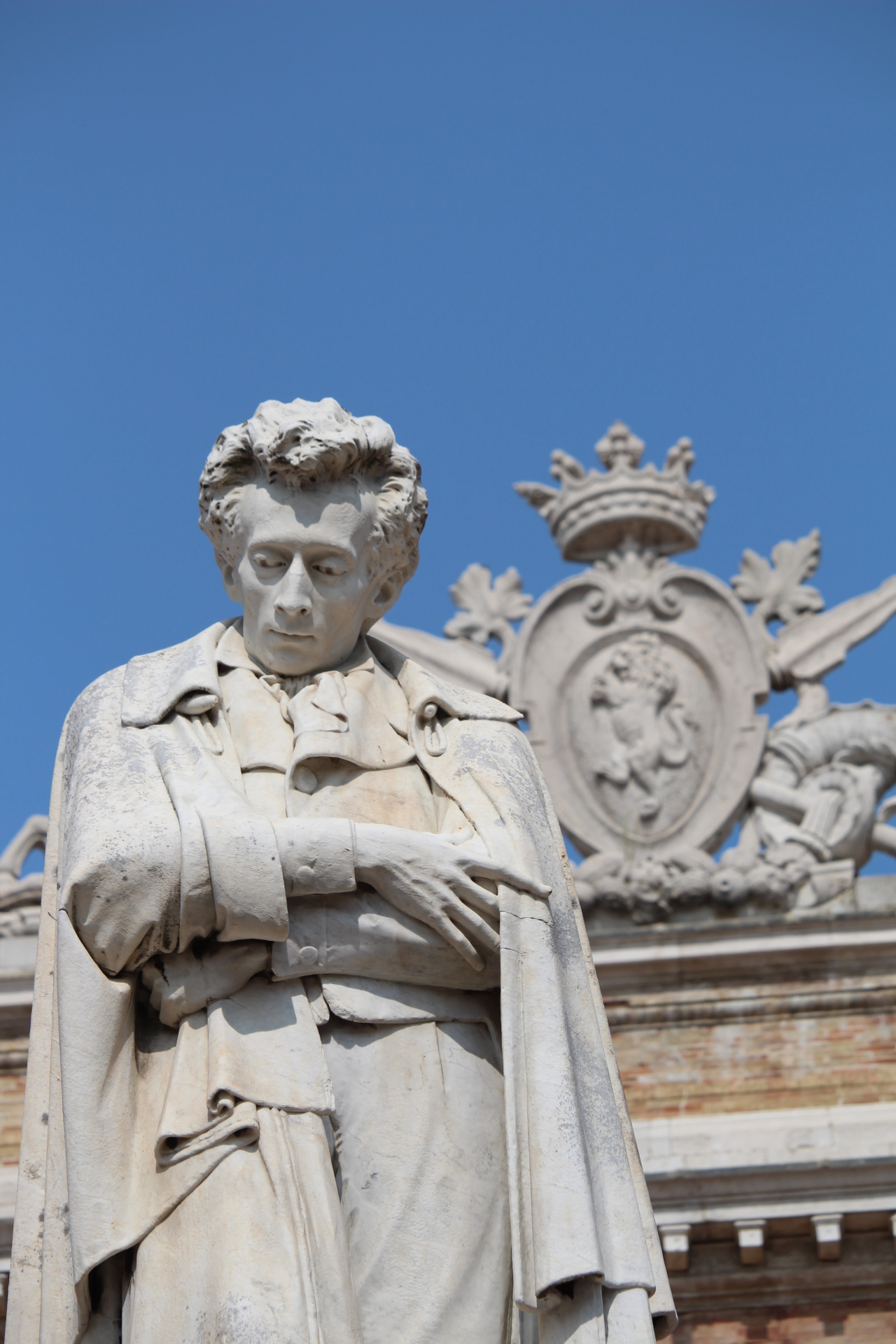
Statue de Leopardi
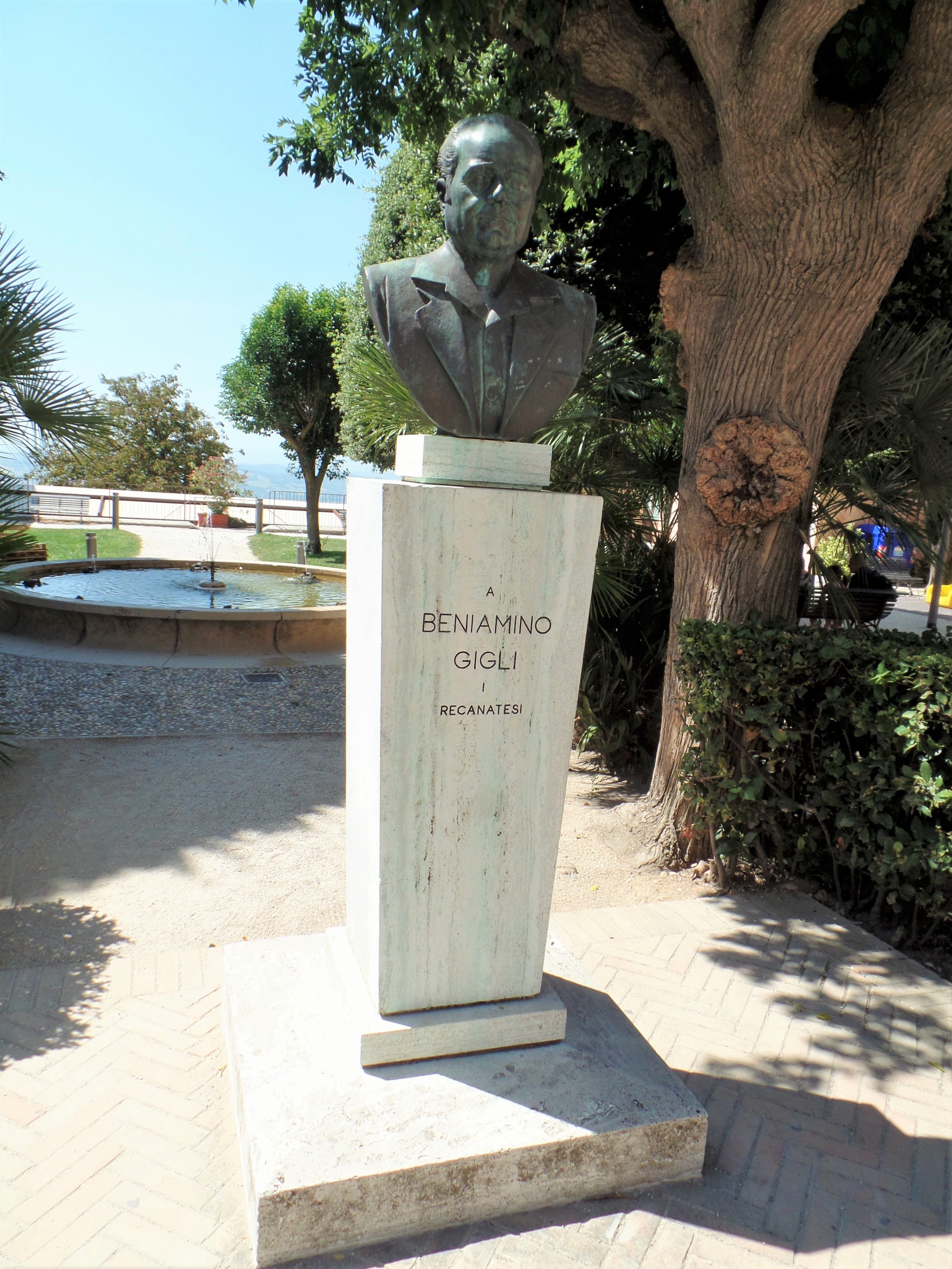
Buste de Beniamino Gigli

## Personnalités liées à Recanati
- Lionel Messi (1987-) footballeur argentin et considéré par beaucoup comme le meilleur joueur de l’histoire, est d’origine italienne et l’un de ses arrières-grands-pères, Angelo Messi, est originaire de Recanati.
- Giacomo Leopardi (Recanati 1798 - Naples 1837) poète né à Recanati, précurseur du mouvement romantique.
- Pietro da Recanati (dit aussi Pietro di Domenico da Montepulciano) peintre de la première moitié du Quattrocento.
- Beniamino Gigli, ténor de renommée internationale né à Recanati, et sa fille Rina, soprano.
- Pape Gregoire XII
- Antonio Calcagni, (Recanati 1536 - Recanati 1593) sculpteur à Recanati, Loreto
- Girolamo Lombardo (1506, Ferrare - 1590, Recanati) sculpteur de la Renaissance ayant œuvré essentiellement dans les Marches.
- Paolo Soprani, Fondateur de l’industrie de l’Accordéon en Italie
- Pier-Paolo et Tarquinio Jacometti (nés et morts à Recanati), sculpteurs et fondeurs du XVIIe siècle. Ils réalisèrent notamment les fontaines de Loreto et l’une des portes de la Basilique de Lorette.
- João Maria Messi (Recanati, 1934) évêque catholique italien naturalisé brésilien, évêque émérite de Barra do Piraí-Volta Redonda.
- Giuseppe Persiani (Recanati 1799 - Paris 1869) compositeur italien
- Menachem Recanati, Kabbaliste et Rabin
- Enrico Guzzini (Recanati  1863 - Recanati 1948) Entrepeneur, fondateur de la société Fratelli Guzzini
- Frère Philippe, compagnon de Saint François d'Assise cité au chapitre 45 des Fioretti de Saint François d’Assise d’Ugolino da Brunforte.

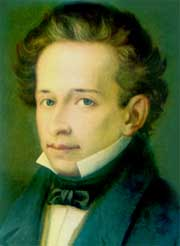
Giacomo Leopardi
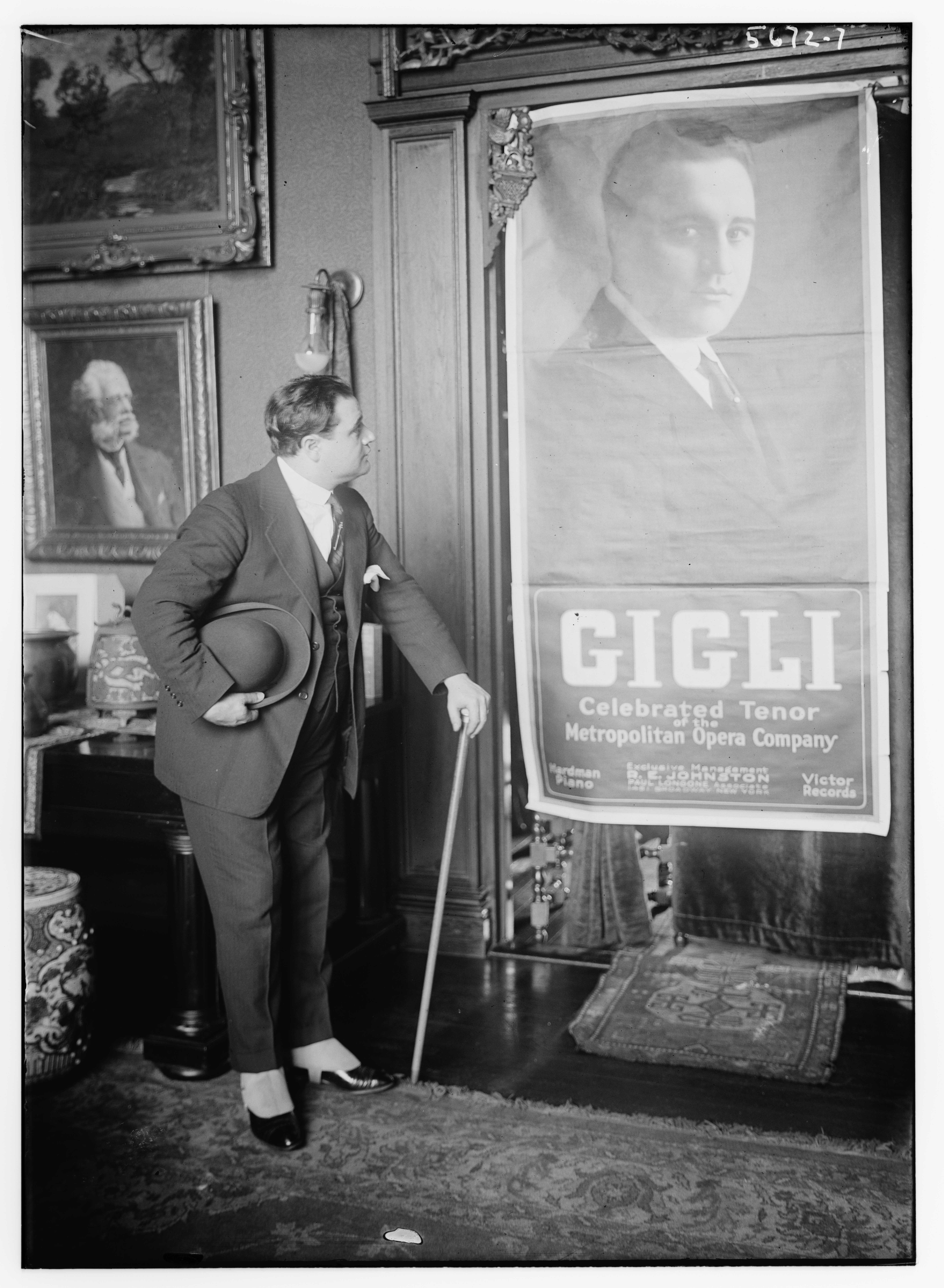
Beniamino Gigli
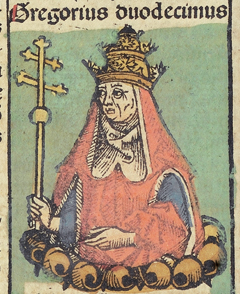
Grégoire XII (Nüremberg Chronicles)
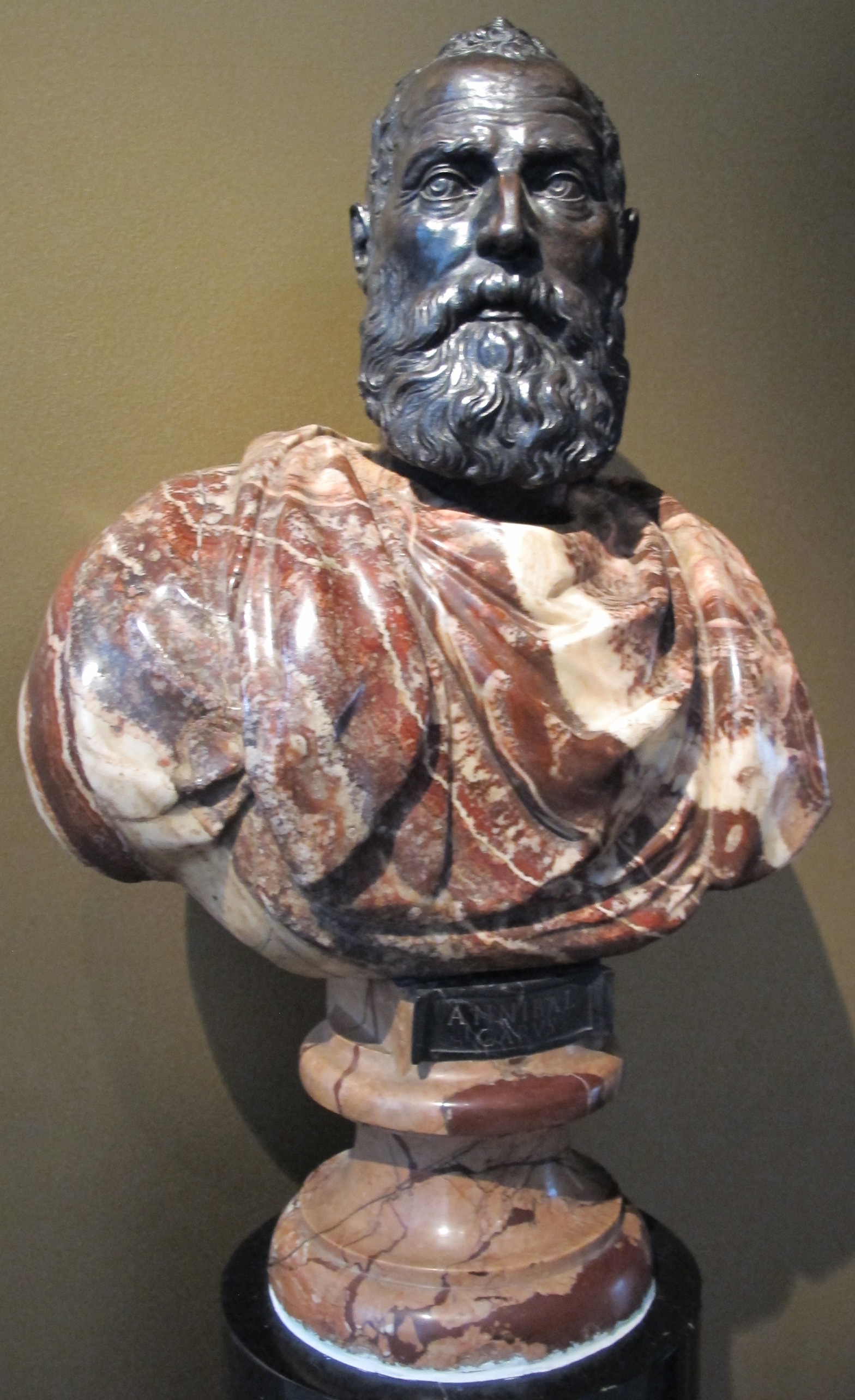
Annibal Caro, d’Antonio Calcagni, Victoria & Albert Museum de Londres
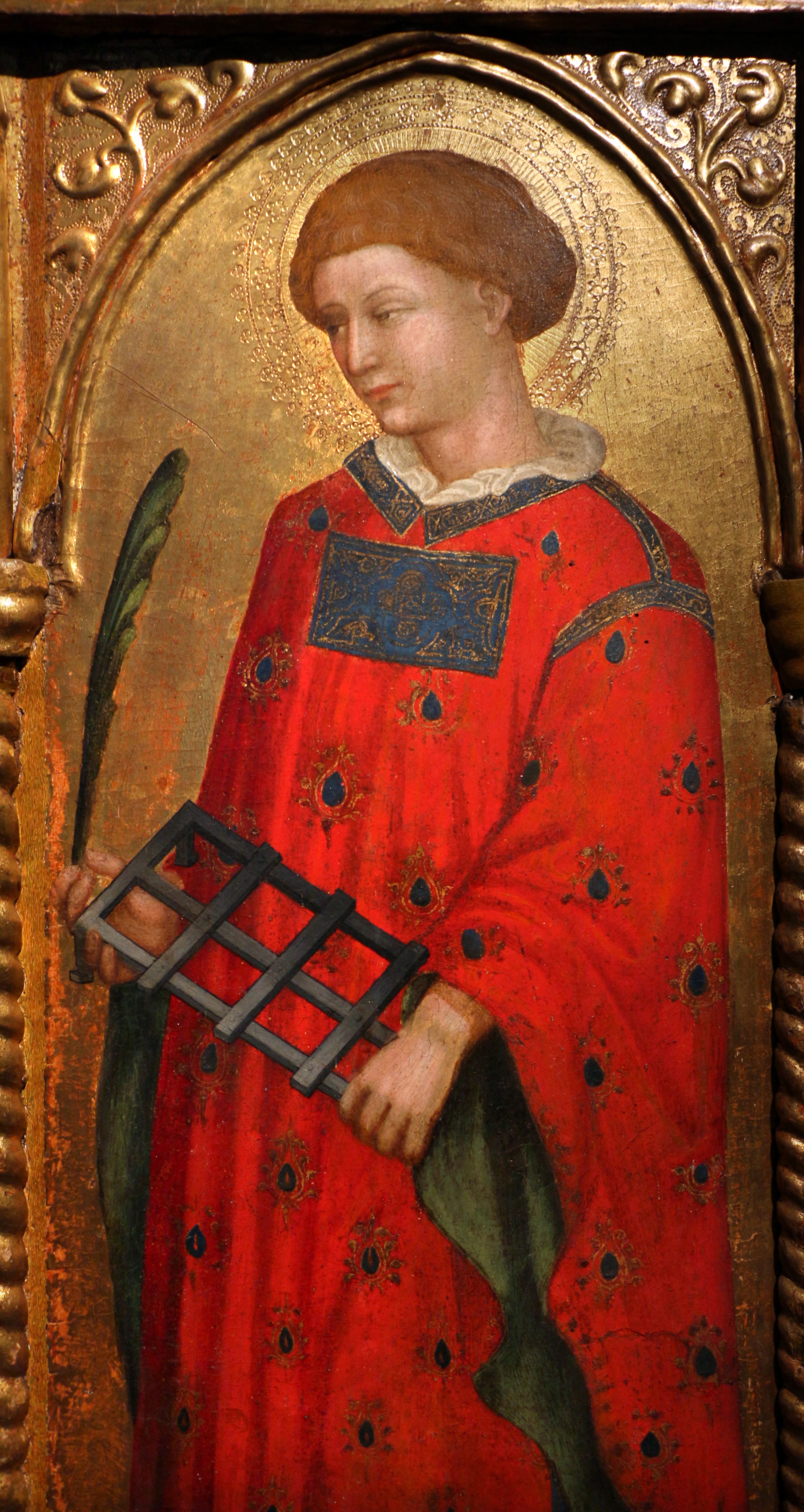
Pietro di Domenico da Montepulciano dit Pietro da Recanati

## Particularités régionales
Recanati, avec la cité voisine Castelfidardo, constitue depuis la fin du XIXe siècle le haut-lieu de la fabrication d'accordéons en Italie. Dans les années 1960, cette expertise régionale dans les instruments de musique s'est diversifiée dans la production de guitares et de claviers électroniques, ce qui a donné lieu à l'expansion de la société Eko, qui exportait dans le monde entier des guitares électriques et acoustiques et a été pendant vingt ans le plus gros employeur de Recanati.

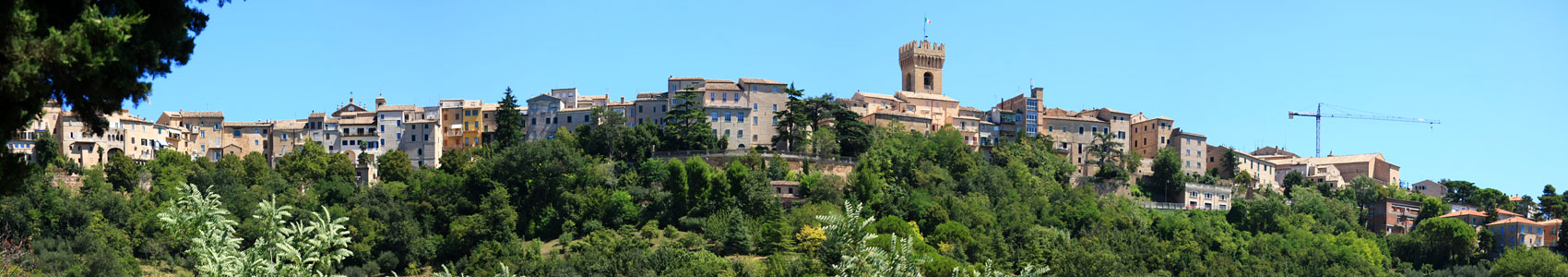
Vue de Recanati

## Sport
La ville organise chaque année en juillet le Guzzini Challenger, un tournoi de tennis sur dur du circuit ATP Challenger Tour.